# Histoire d'Arles à l'époque médiévale tardive
Commencé en 1306 par l'accueil des juifs chassés du Languedoc, le Moyen Âge tardif arlésien se termine par le pogrom de 1484 suivi de l'expulsion des juifs de la cité, après le rattachement de la ville au royaume de France en 1483. Entre ces deux dates, la ville d'Arles, affectée par des guerres et la peste, va vivre un profond déclin démographique avec un plus bas de 5 000 habitants à la fin des années 1430 avant que n'apparaisse une lente reprise dans la seconde moitié du XVe siècle. 

## XIVesiècle

### Début de siècle prospère
Au début du XIVe siècle, Arles bénéficie d'une prospérité à la fois intellectuelle, démographique et économique.

#### Vie intellectuelle
La ville d'Arles accueille en 1306, les juifs chassés du Languedoc. Le rabbin et philosophe juif averroïste Joseph ibn Caspi également connu sous son nom provençal de Sen Bonfos ou Don Bonafoux de l'Argentière, s’installe ainsi en Provence d'abord à Tarascon en 1306 puis à Arles en 1317 où il se lie avec Kalonymos ben Kalonymos (Shem Tov ben Shem Tov) et rédige son introduction au Pentateuque, le Tirat Kessef, qui lui valut de se brouiller avec Kalonymos ben Kalonymos et les maîtres de celui-ci.
 D'après Louis Stouff, la ville aurait alors compris environ 250 feux de confession juive, chiffre qui ne sera jamais plus égalé et qui restera le plus important dans l'histoire d'Arles.
La ville avec presque 2 200 feux, soit environ 11 000 habitants, est alors la deuxième ville de la Provence.

#### Vie économique

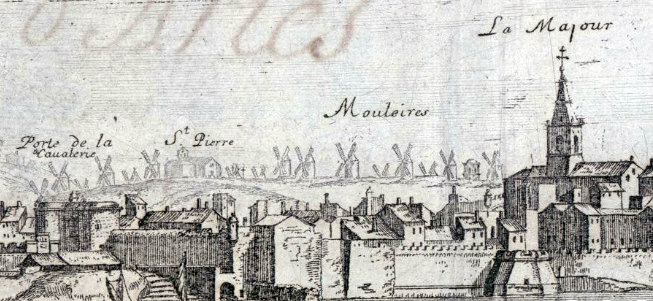
Les moulins de la colline des Mouleyres ; cette image de 1660 montre une activité déjà bien développée au XIVe siècle.

Sur le plan économique, la ville affiche une prospérité robuste grâce à la production agricole de ses affars, à la qualité de son élevage ovin qui alimente le commerce de la laine et des peaux et à la richesse de ses salins. La ville compte également de nombreux moulins à vent (23 en 1332), essentiellement sur la colline du Mouleyres et un port actif qui se développe dans la première moitié du XIVe siècle à destination de Tarascon et Aigues-Mortes.
....Rajouter une synthèse de la situation d'Arles entre 1320 et 1345 : les métiers... ; l'arrivée de négociants italiens qui deviennent des notables arlésiens ; 
- En 1307, les courtiers sont au nombre de 42 : 35 juifs et 7 chrétiens.

### Suivi par des famines, la peste et des guerres

#### Premières difficultés
Pourtant, des prémices annonçaient déjà un recul du rayonnement de la cité. Sur le plan politique, la ville qui avait perdu un grand nombre de privilèges au milieu du XIIIe siècle, s'était effacée devant la capitale comtale Aix. De même pour l'archevêché d'Arles, le XIVe siècle ne s'annonce pas plus favorable que le XIIIe avec l'installation dès 1309 de la papauté à Avignon. À ce déclin déjà commencé sur le plan politique, administratif et ecclésiastique, se rajoutent au début des années 1320, les premières difficultés économiques : des récoltes insuffisantes apparaissent dès 1315 et s'aggravent dans les années 1323, 1329 et 1332.

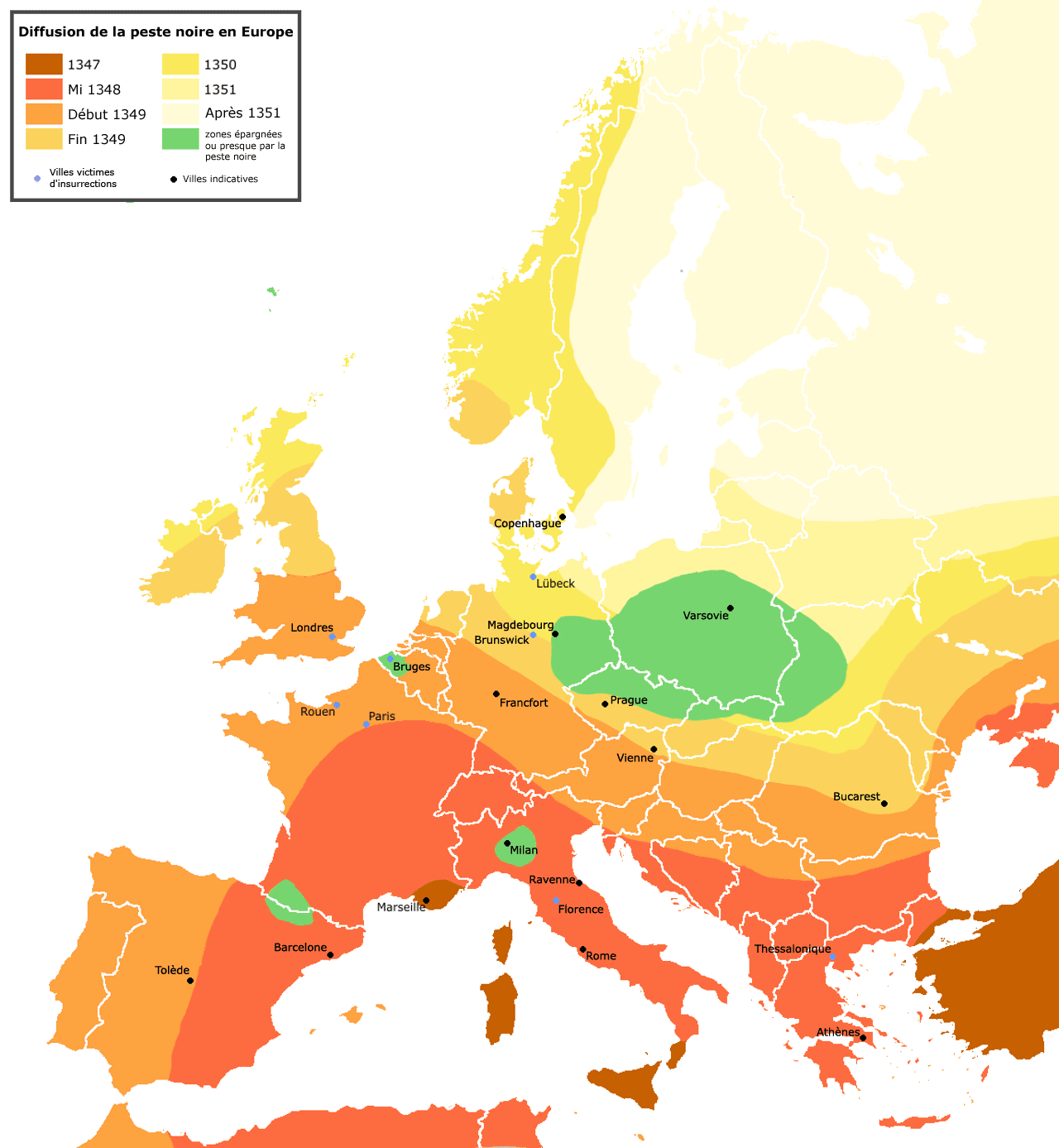
Carte de diffusion de la peste noire, 1347-1351

Ce n'est toutefois qu'à partir du milieu du XVe siècle, que la situation se dégrade. La ville d'Arles, aux prises avec des disettes, subit plusieurs épidémies dont la fameuse peste noire de 1348 et une série de guerres ; elle voit sa population se réduire fortement.

#### Disettes et peste
La peste noire apparaît dans la ville d'Arles initialement en janvier 1348, puis à plusieurs reprises jusqu'à la fin du siècle. En éliminant presque la moitié des consommateurs elle apporte un répit à la famine mais les terres désormais en friche et les surtout les guerres de la seconde moitié du XVe siècle rendent tout approvisionnement difficile. Les famines font leur réapparition en 1357 et surtout entre 1368 et 1375. 

#### Guerres
- Principales batailles
- Chevauchée d'Édouard III en 1339
- Chevauchée d'Édouard III en 1346
- Chevauchée du Prince noir en 1355
- Chevauchée de Lancastre en 1356
- Chevauchée du Prince noir en 1356
- Chevauchée d'Édouard III en 1359-60

1re phase de la guerre de Cent Ans
Principales batailles

Les guerres apparaissent peu après et touchent une population fortement affaiblie par les disettes et les épidémies. Venant du continent, elles commencent en 1355 et se terminent en 1399. Essentiellement locales, elles s'inscrivent toutefois dans le contexte de l'époque, la guerre de Cent Ans.

##### Guerres liées au contexte de la guerre de cent ans
Tout débute en 1355 quand le sénéchal de Provence, Fouques d'Agout, fait le siège du château des Baux où s'est réfugié Robert de Duras qui meurt en 1356 à la bataille de Poitiers.
La région est ensuite la proie de bandes armées désœuvrées pendant les trêves de la guerre de Cent Ans. Dès le 13 juillet 1357 des bandes de Routiers, conduites par Arnaud de Cervola dit l'Archiprêtre, appelées par les comtes des Baux, franchissent le Rhône. Ils ne repartent de Provence qu'en octobre 1358. Entre-temps, le 1er octobre, pour lutter contre ces Routiers, le sénéchal fait appel au comte d'Armagnac qui amène entre Arles et Tarascon mille sergents. Leur intervention est aussi terrible que celle des Routiers. Enfin en juin 1361, les troupes d'Henri de Trastamare venant d'Espagne arrivent jusque sous les murs d'Arles. Le territoire arlésien est ravagé. Une bulle du pape Innocent VI, datée du 8 septembre 1361, signale par exemple que l'église et les bâtiments conventuels des Prêcheurs ont été détruits et que les pierres ont été réemployées pour renforcer les remparts de la ville.
La ville bénéficiant alors de quelques années de tranquillité, le 4 juin 1365, Charles IV roi de Bohême se fait couronner roi d'Arles comme son prédécesseur Frédéric Barberousse, à la cathédrale Saint-Trophime par l'archevêque Guillaume de la Garde.

##### Tentative d'annexion de la Provence par Charles V

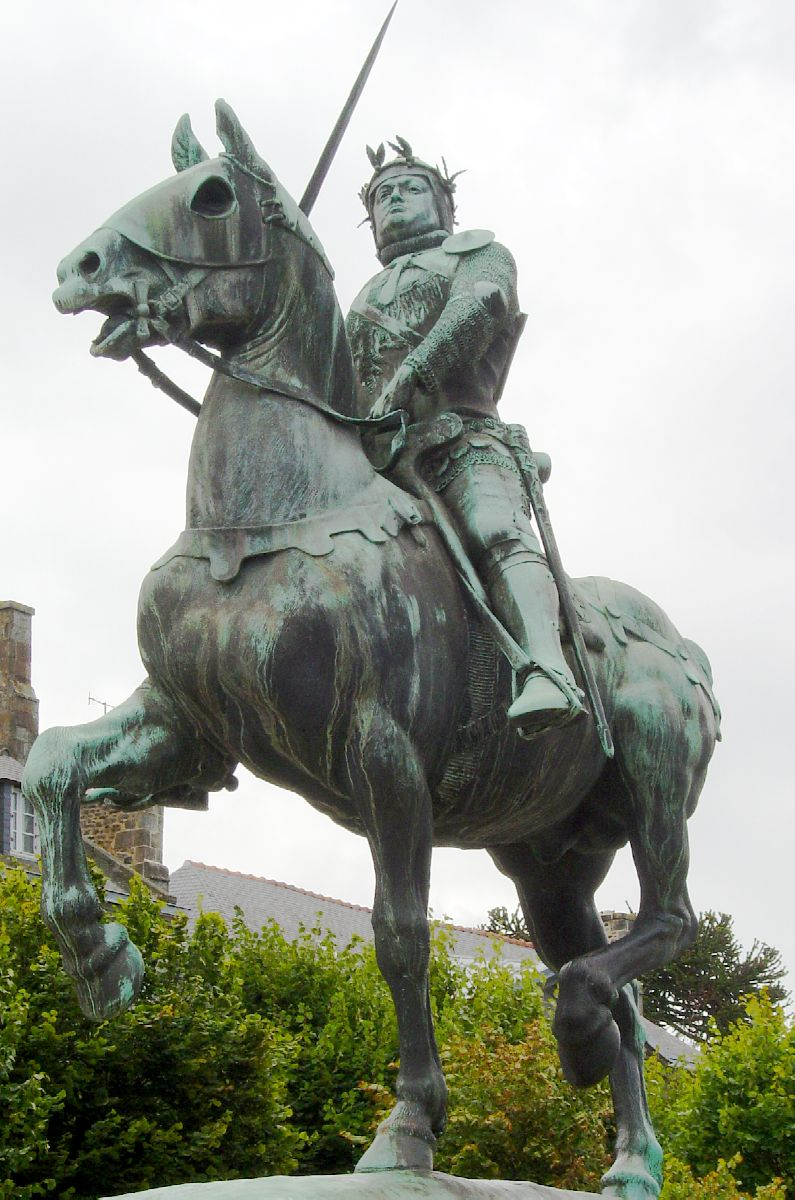
Bertrand du Guesclin

Mais le répit est de courte durée. À partir de 1367, les ambitions de Louis d'Anjou en Provence constituent un nouveau danger. Ainsi du 11 avril au 1er mai 1368, la ville est assiégée sans succès par les grandes compagnies conduites par Bertrand Du Guesclin, représentant les intérêts de Louis d'Anjou en Provence,.
En Provence la situation est confuse. La ville de Tarascon est prise le 22 mai 1368 à l'issue de combats de rue acharnés. Les troupes du sénéchal Raymond d'Agoult sont battues à Céreste. Le mercredi 5 juillet, Bertrand du Guesclin et ses routiers sont devant Aix défendue par le vicomte de Tallard. Pendant que les Bretons préparent le siège avec leurs machines de guerre, Raymond d’Agoult, fils du sénéchal, fait attaquer Aigues-Mortes afin de bloquer les arrières français (Aigues-Mortes, est à l'époque le port français le plus utilisé sur la façade méditerranéenne). À Arles, les tensions sont exacerbées. L’archevêque d’Arles, Guillaume de la Garde, s’étant ouvertement déclaré pour Louis d’Anjou, est mis en accusation pour trahison et crime. Le sénéchal donne ordre à son lieutenant Luquet de Girardières de se saisir du temporel de l’archevêque. Finalement l'intervention d'Urbain V auprès de Charles V amène progressivement la paix avec le traité du 13 avril 1369, la trêve du 2 janvier 1370 et le traité de paix définitif du 11 avril 1371 où Louis d'Anjou abandonne ses prétentions sur Tarascon.

##### Guerre de l'Union d'Aix

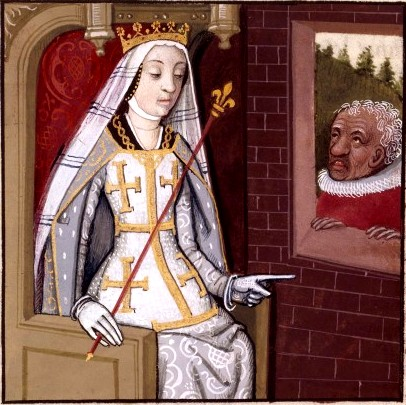
Jeanne Ire de Naples (1326-1382), dite « la reine Jeanne », reine de Naples et comtesse de Provence.

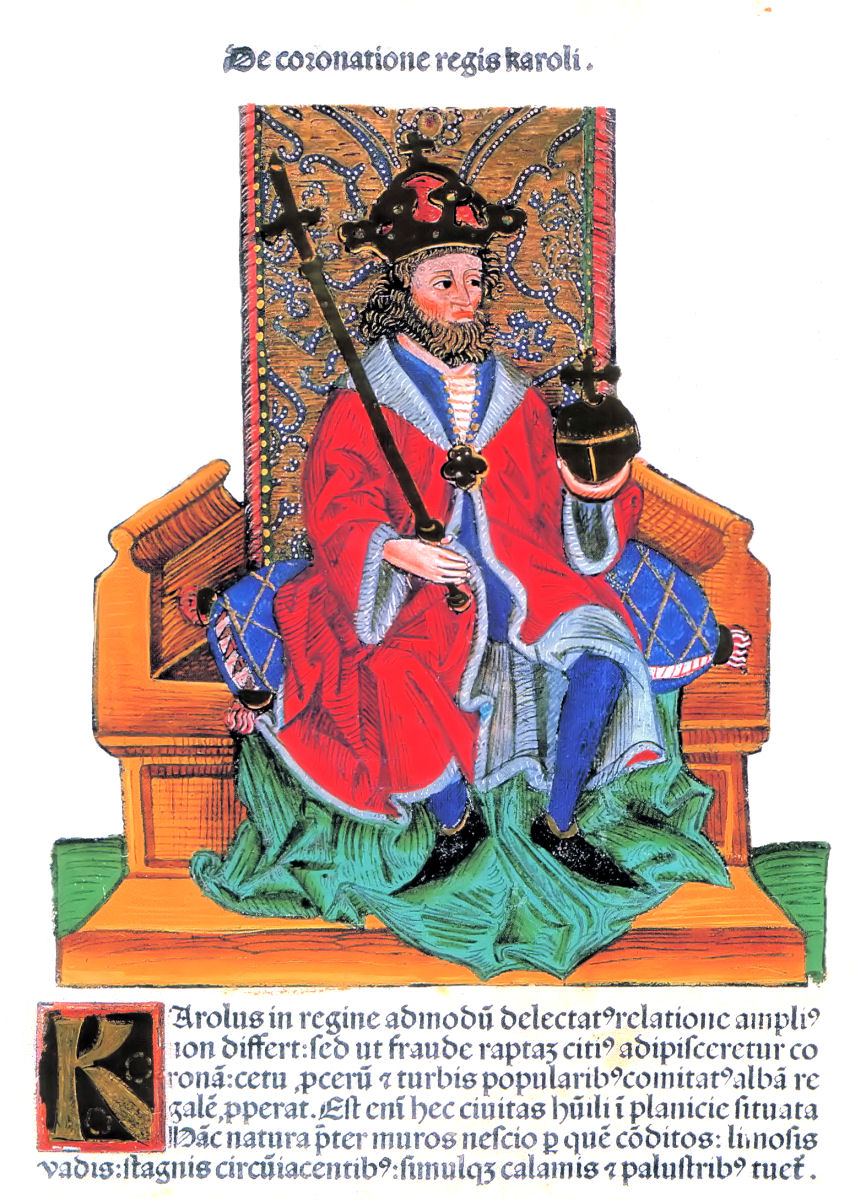
Charles de Duras soutenu par les Ligueurs de l'Union d'Aix

À l'automne 1380, l'adoption de Louis d'Anjou par la reine Jeanne remet toute la Provence en émoi. La Provence est coupée en deux : d'un côté les partisans de Louis d'Anjou conduits par les villes de Marseille et d'Arles qui soutient désormais son ennemi d'hier, de l'autre ceux de Charles Duras regroupés autour des villes d'Aix, Nice et Tarascon. De 1382 à 1387, pendant ces troubles appelés guerre de l'Union d'Aix, la confusion est à son comble. L'épisode le plus dramatique pour Arles se déroule en 1384. Au printemps de cette année, le chef tuchin allié de Charles Duras, Étienne Augier plus connu sous le nom de Ferragut, s’installe dans les Alpilles et fait régner la terreur jusqu'au Rhône et Arles qu'il prend, avec des complicités internes, dans la nuit du 24 juillet. Le viguier de la ville est tué. Après quelques heures de troubles, les habitants se révoltent contre les Tuchins et les chassent de la cité. Le lendemain, une répression sévère est menée contre leurs partisans.
Toutefois, la ville d’Arles, prudente, attend le sort des armes avant de s’engager. Ainsi ce n’est qu’après plusieurs mois d’atermoiements que la cité accueille dans ses murs le 9 décembre 1384, Marie de Blois et Louis II son fils. Après avoir négocié des contreparties et établi une nouvelle convention (1385), notamment par son représentant auprès de Marie de Blois, Pons Caysii, Arles reconnaît alors Louis II comme son nouveau seigneur.

##### Révolte de Raimond de Turenne

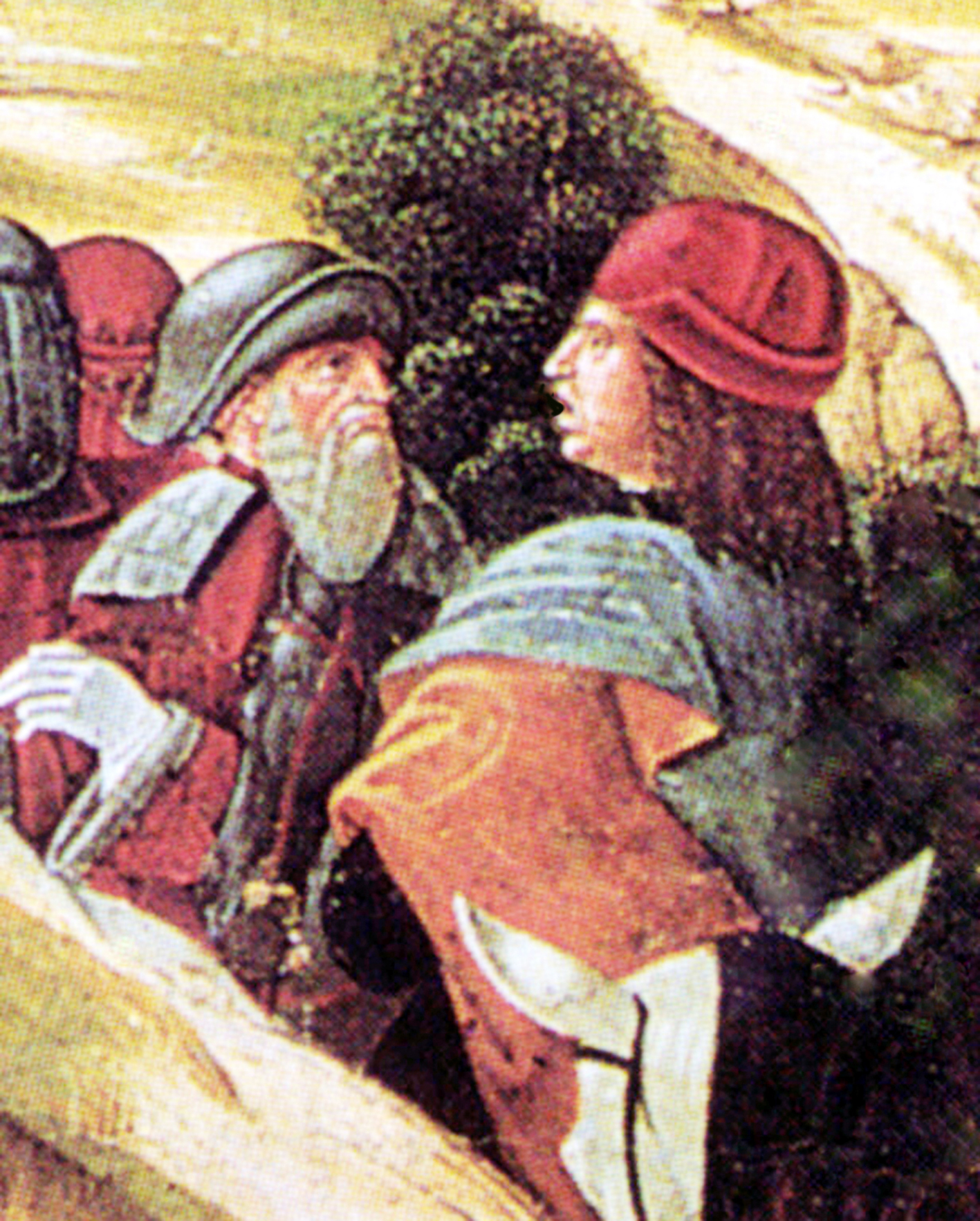
Juan Fernández de Heredia et Raimond de Turenne, dit le Fléau de Provence

Enfin, un dernier conflit surgit en 1389 quand Raimond Roger de Beaufort, vicomte de Turenne et neveu et petit-neveu des papes Grégoire XI et Clément VI, reprend les armes et de ses châteaux des Baux et de Roquemartine, fait régner la terreur dans la Provence occidentale ; Arles est rançonnée deux fois, en 1392 et 1396. Finalement les Arlésiens se mobilisent et avec l'aide de Louis II et son frère Charles de Tarente de retour de Naples en août 1399, pacifient définitivement le comté entre 1398 et 1399.
Le 2 décembre 1400, la paix revenue, le mariage de Louis II et de Yolande d'Aragon est célébré dans la cathédrale Saint-Trophime.

### Société arlésienne à l'avènement de la seconde dynastie d'Anjou

#### Vie arlésienne à la fin duXIVe: la chronique de Bertrand Boysset
D'après les actes notariés, la ville d’Arles est certainement une de celles où les usages et les mœurs de l’ancienne Rome persistent le plus longtemps. L’esclavage par exemple, hérité des Romains, s’y maintient longtemps. Réprouvé par la religion mais toléré par la législation, le trafic d’esclaves s'exerce encore librement dans la ville d’Arles jusqu'au milieu du XVe siècle, les officiers publics ne lui refusant pas le concours de leur ministère. L'historien arlésien Émile Fassin en rapporte un exemple 
pour l'année 1360 : 
« Le 15 janvier 1360 (notaire Pons Rodelli), Nicola Cominelli du diocèse de Gênes, vendait à Pons Palhade, de la ville de la Mer pour la somme de 20 florins d’or payés comptant, un esclave blanc ou quasi blanc, provenant de Trepori de Barbarie, appelé Guilhems, âgé environ de 14 ans ».
À partir des années 1380, les chroniques de l'arlésien Bertrand Boysset constituent la documentation la plus importante sur l'histoire événementielle et quotidienne de la ville. Elles nous renseignent en particulier sur la vie d'une ville au bas Moyen Âge, sujette aux calamités de l'époque, mais tournée vers l'exploitation de son territoire.

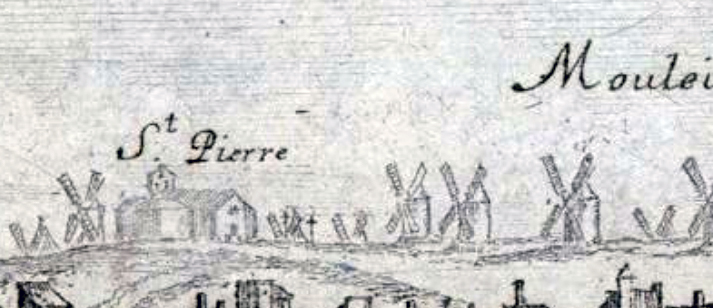
Les moulins de la colline des Mouleyres ; cette image de 1660 montre une situation pratiquement inchangée depuis l'époque de Bertrand Boysset.

Bertrand Boysset note les événements climatiques qui affectent le territoire arlésien comme les chutes de neige du 10 février 1387 à hauteur de trois palmes (0,75 m), la crue du Rhône du 14 novembre 1396 qui noie les bas quartiers de la ville (La Roquette) sous plus de deux mètres d'eau ou la destruction des ailes des moulins du Mouleyrès par le Mistral. Il évoque l'épidémie de peste qui se produit entre le 1er avril 1397 et janvier 1399. Il rapporte également les faits divers de cette fin de siècle. Il cite ainsi un habitant de Pélissanne qui fut pendu le 23 décembre 1393 à Trinquetaille et dont le corps resta exposé un an avant d'être enseveli de nuit au cimetière Saint-Pierre de Trinquetaille. Il fait le récit d’une galiote de pirates de Bréganson pourchassée en avril 1395 sur le Rhône 
Enfin, il rend compte de plusieurs événements politiques comme l’exécution capitale en 1399 du noble Gaubert de Lernet, exécution à laquelle assiste la reine Marie, mère du roi Louis, ou le mariage de Louis II et de Yolande d'Aragon dans la cathédrale Saint-Trophime le 2 décembre 1400.
Bertrand Boysset est représentatif de l'Arlésien de son époque. Il plante et taille les vignes, consomme son vin ; habitant le quartier de la Roquette, il pratique la pêche et fait construire en association, une martellière ; il connait la bourdigue pour la pêche dans les marais. Son Traité d'arpentage apporte également de précieuses informations sur les mas, les maisons et les techniques de l'époque.

#### Transformations
En 1385, lorsque la seconde dynastie d'Anjou prend possession du comté de Provence, la ville d'Arles s'est profondément transformée en raison des bouleversements qui ont affecté son environnement : la peste noire, les guerres, les papes installés à Avignon et la présence de plus en plus sensible du royaume de France aux portes de la ville.

##### Transformations démographiques et économiques
Les données disponibles ne permettent pas de suivre avec une résolution temporelle fine l'évolution de la population de la ville. Toutefois deux chiffres, celui de 1319 avec 2194 feux de cavalcade et celui de 1438 avec 910 chefs de feux chrétiens, autorisent à parler d'un effondrement démographique à la fin du XIVe siècle. La peste frappe en priorité les enfants. Des onze enfants du chroniqueur arlésien Bertrand Boysset, trois ne dépassent pas 11 ans et aucun n'est en vie en 1428 lorsque sa femme dicte son testament. Les familles sont décimées et de nombreux lignages s'éteignent. 
La peste avec son impact démographique affecte profondément l'économie agricole arlésienne : la main-d'œuvre devient rare et chère. Les guerres quasi perpétuelles depuis le milieu du XIVe siècle renforcent ce dépeuplement du territoire. Par exemple, dans la grange de Poulon propriété des Hospitaliers, il y a en 1338 sept individus ; en 1373, la grange est abandonnée. Globalement, cette rareté conjuguée à l'insécurité permanente détruisent les embryons de villages apparus au cours du XIIe siècle et accélèrent la transformation des mas en centres d'habitat temporaire limité aux périodes agricoles. Une fois passées les semences d'automne, la majorité du territoire est abandonné, peuplé par les seuls chasseurs, bergers et pêcheurs. En Camargue où les pierres sont rares, les ruines des mas détruits figurent explicitement dans les contrats de vente des affars abandonnés. En revanche l'élevage ovin se développe en Camargue et en Crau, avec la mise en place d'une transhumance à grande échelle entraînant le déplacement de troupeaux de plusieurs dizaines de milliers de bêtes. 
La présence des papes à Avignon détourne une partie du commerce transitant jusqu’alors par Arles. Avignon avec ses papes, son port sur le Rhône et la présence des grandes compagnies financières Toscanes devient l’étape obligatoire dans le commerce entre les Flandres et l’Orient. Vis-à-vis des villes du nord, Avignon fait écran à la cité arlésienne et vis-à-vis du Levant, la cité des papes reprend une partie de l’activité de Marseille qui avec Aigues-Mortes deviennent en quelque sorte ses avant-ports. De plus, une nouvelle route, évitant Arles, se crée à partir du nouveau port de Bouc qui devient très actif à la fin du XIVe siècle au grand dam des gens d’Arles et de Tarascon furieux de l’abandon progressif de la voie du Rhône.
Une enquête comtale de 1366 montre que la majorité des témoins interrogés à Avignon disent utiliser le port de Bouc plutôt que celui d'Arles.

##### Transformations religieuses
Rôle moins important des ordres religieux...
Si le XIIIe siècle s'est terminé de façon catastrophique pour l'archevêché d'Arles avec la perte du pouvoir temporel, le XIVe siècle ne lui est pas plus favorable. Comme toute la société arlésienne le diocèse d'Arles souffre de la peste et des guerres, tout en étant affecté par des événements religieux spécifiques au contexte du XIVe siècle tels que la suppression de l’ordre du Temple, l’installation des papes à Avignon et le grand schisme.

###### Richesse de l'Hôpital et succès des ordres mendiants
Après la suppression de l’ordre du Temple par Clément V au concile de Vienne (16 octobre 1311 - mai 1312), affaire où l’archevêque d'Arles Arnaud de Faugères était intervenu, les Hospitaliers qui reprennent l’ensemble des possessions templières et deviennent ainsi jusqu’à la Révolution le plus grand propriétaire de Camargue, s'attirent une hostilité croissante de la population. 
En revanche, ce début du XIVe voit l’arrivée dans la cité rhodanienne de nouveaux ordres mendiants, ordres auxquels les Arlésiens sont très attachés ; en 1323, les Carmes s’installent à proximité du Marché-Neuf, dans le quartier des Auberges où la rue actuelle des Carmes rappelle leur ancien couvent.

###### Pratique religieuse marquée par la peste

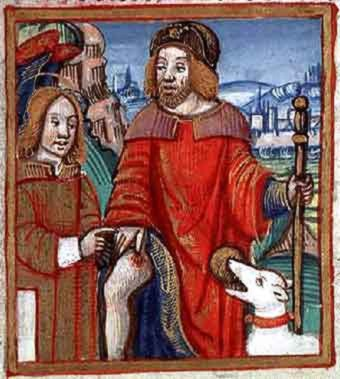
Saint Roch tenant son bourdon et montrant sa plaie.

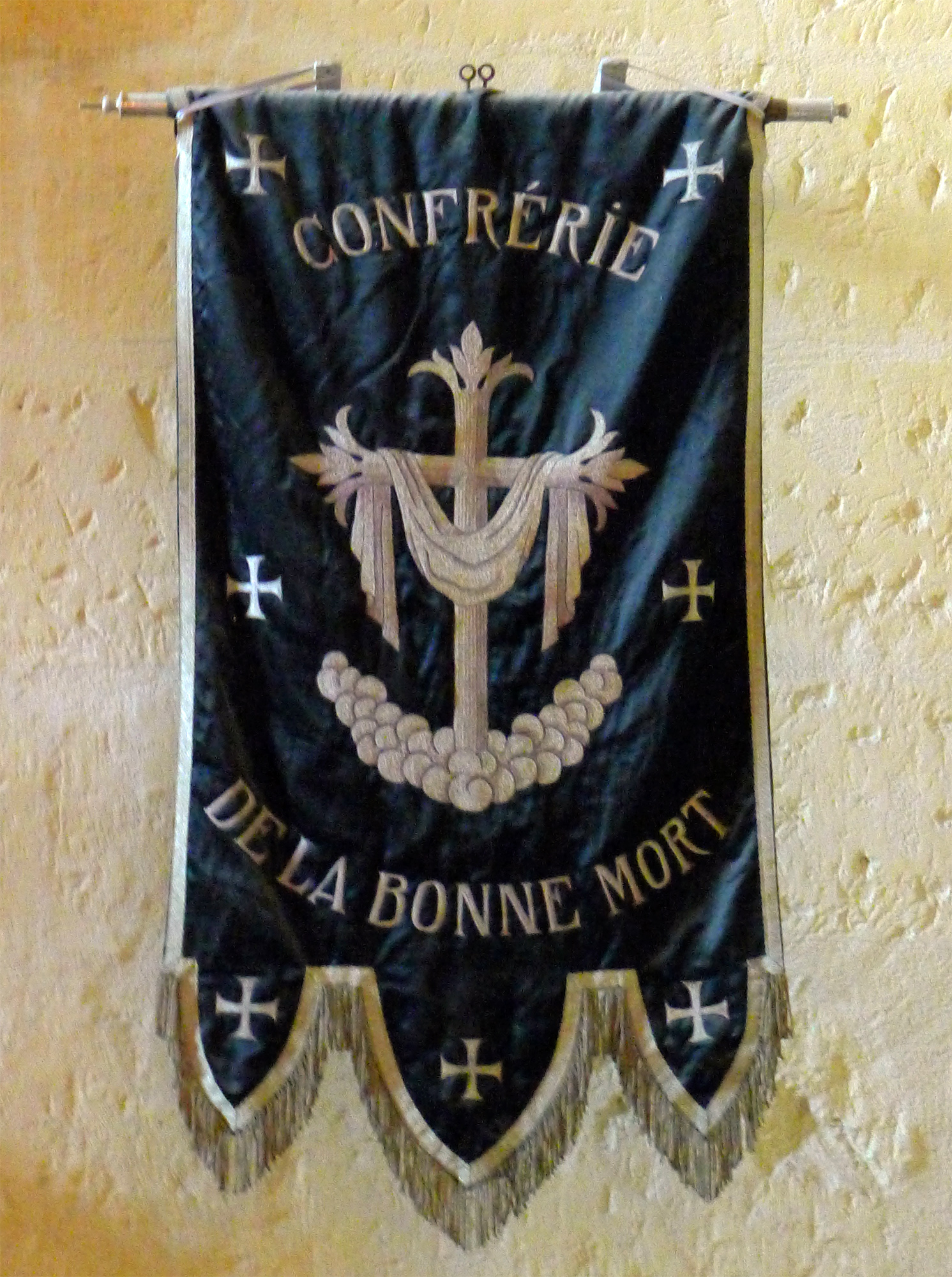
Bannière d'une confrérie (église Notre-Dame la Major d'Arles).

Mais la peste de 1348 affecte, à l’instar de la population civile, celle des clercs et des moines. La communauté de moniales du monastère Saint-Césaire passe ainsi de 108 en 1343 à 22 en 1428. Avec la peste apparaissent également dans la cité les saints antipesteux, en particulier saint Roch après 1372, à la suite du transfert des reliques du saint par Jean II Le Meingre au couvent de la Trinité d'Arles. 
Probablement en liaison avec cette épidémie, des associations laïques mais chrétiennes, les confréries, se développent à partir des années 1350 après s'être longtemps heurtées à l'autorité ecclésiastique, en souvenir de l'ancienne Confrérie des bailes. Ces associations qui ont une activité charitable, conviviale, religieuse et surtout funéraire se mêlent de manière intime et quotidienne à la vie des Arlésiens. Une vingtaine de confréries aux effectifs variables apparaissent ainsi entre 1320 et 1400. La confrérie Notre-Dame-de-Beaulieu est mentionnée en 1320, celle de Saint-Jean-Baptiste en 1400. Parfois fort riches ou souvent très pauvres, ces confréries sont ouvertes à l'ensemble de la population citadine et regroupent des hommes et des femmes d'origines très différentes. « Leur prodigieux développement à partir du milieu du XIVe siècle s'explique essentiellement par cette large capacité d'ouverture ».
La peste et les guerres quasi permanentes de 1355 à 1398 entraînent une nouvelle géographie religieuse : disparition de paroisses urbaines, destruction des églises du faubourg et déplacement des ordres religieux comme les prêcheurs du quartier du Mouleyres, en dehors des remparts, vers le Mejan, à l'intérieur de la cité sur les bords du Rhône, en plein quartier juif.

###### Archidiocèse en difficulté

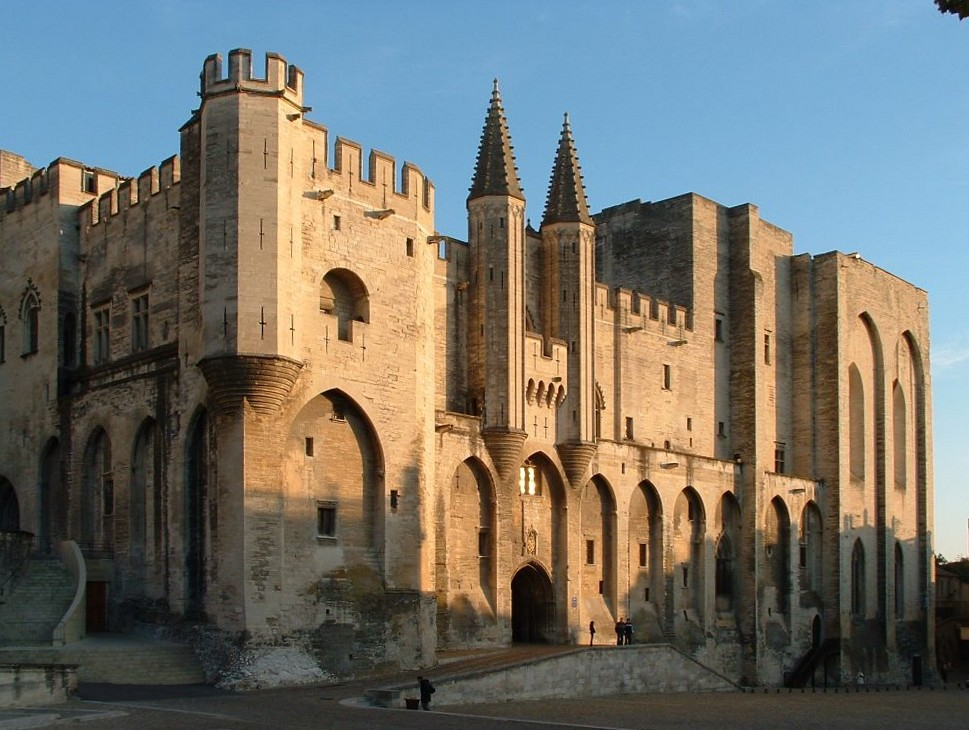
Façade du Palais des Papes à Avignon où résident la plupart des archevêques d'Arles au XIVe siècle.

Avec l'arrivée du pape Clément V à Avignon en 1309, le rôle des l'archevêques d'Arles subit également une profonde mutation.
En résidant à Avignon et en se réservant le gouvernement de l'Église de ce diocèse, les papes d'Avignon (1309-1378) deviennent des évêques suffrageants du prélat arlésien et affaiblissent donc son autorité de métropolitain. La proximité de la papauté affecte aussi le recrutement des archevêques, désormais choisis parmi compatriotes ou parents dont on veut récompenser les services. Ces prélats deviennent des oiseaux de passage dans un diocèse qui n'est qu'une étape de leur carrière ecclésiastique et plusieurs occupent même de hautes fonctions à la cour pontificale. Ils sont donc peu présents dans leur diocèse et Arles cesse d'être la résidence de ses archevêques.
Au début du Grand Schisme (1378-1418) quand deux papes rivaux (et bientôt trois) prétendent régner sur la chrétienté l’un installé à Rome et l’autre à Avignon, les comtes de Provence profitent de la situation pour usurper des droits de l'Église d'Arles. Par ailleurs, ces obédiences multiples affectent de nombreux évêchés, tel celui d'Arles qui en 1390 a deux archevêques puis après la mort de Jean de Rochechouart voit son siège archiépiscopal demeurer vacant de 1398 à 1405. Pendant ces quelques années, Pedro de Luna, anti-pape sous le nom de Benoit XIII, y nomme successivement plusieurs administrateurs pour le spirituel, s'en réservant les revenus à titre personnel.

##### Transformations politiques

###### Ville attentive aux événements extérieurs
En cette fin de siècle, les Arlésiens s'intéressent de près aux évènements étrangers à la région et particulièrement à ceux concernant l'Italie du sud, dont les princes de la deuxième maison d'Anjou sont rois, et à ceux relatifs à la France. Le chroniqueur Bertrand Boysset rapportent ainsi divers éléments de Naples, le soulèvement de Montpellier en 1379, sa visite à Villeneuve-lès-Avignon où il aperçoit le roi Charles VI. La France est en effet une puissante voisine dont la cité doit tenir compte. Les Arlésiens se souviennent du conflit des années 1367-1372 et de la tentative de la prise de la ville par les troupes royales. Et cet intérêt pour le voisin français s'explique aussi par la présence de plus en plus forte des capétiens en Languedoc après la création à la fin du XIIIe siècle des salines royales du Peccais qui concurrencent celles d'Arles, l'annexion de la Septimanie en 1349, et la présence du port d'Aigues-Mortes toujours actif au XIVe siècle. Cet intérêt -bien compris- explique probablement le choix de la communauté pour le prince capétien Louis II d'Anjou à la succession de la reine Jeanne lors de la guerre de l' Union d'Aix.

###### Reconquête des droits politiques
Cette période liée à l’installation de la seconde dynastie Angevine, permet paradoxalement à la ville de retrouver en 1385, lors du ralliement négocié de la ville d'Arles au jeune Louis II, une partie des droits aliénés en 1251. Mais cette restauration des droits avait déjà commencé dans les années 1350-1380, à l'époque de la reine Jeanne. Dès 1349, la ville d'Arles se dote en effet d'un corps de syndics permanents (exécutif urbain) et le 10 octobre 1352 la reine Jeanne, de passage dans la cité, lui octroie de nombreux privilèges. En 1368, la reine revenant sur la convention de 1251, autorise la ville à posséder des biens et la même année, la communauté se dote d'un capitaine chargé de la défense de la ville qui reprend une partie des fonctions du viguier comtal. Cette volonté se poursuit également après la convention de 1385, comme en 1389, quand Marie de Blois, la mère de Louis II, abandonne à la ville, contre 1 000 florins, Aureille et son territoire confisqués à la famille de Lamanon après la tentative de prise d'Arles par les Tuchins, ou en 1390, quand les Arlésiens obtiennent du comte une limitation des sergents comtaux dans la ville. 

###### Noblesse déchue
En cette fin de siècle, la noblesse arlésienne n'a plus le rang qu'elle tenait les siècles précédents.
Fonctionnarisée avec l'arrivée de la première maison d'Anjou qui a récupéré peu à peu les ressources financières des grandes familles, cette noblesse, tentée par le mirage italien, est totalement à la merci du comte après les désastres ultramontains de la fin du XIVe.
Son pouvoir politique s'est également effacé. Autant au début du XIIIe siècle, les grandes familles jouaient un rôle dans les luttes en Provence et, jusqu'à la fin de ce siècle, étaient respectées par le pouvoir comtal, autant en cette fin du XIVe siècle, leur importance politique, désormais quasi nulle, ne les exonère plus des pires châtiments ; cinq nobles sont exécutés après la tentative ratée de la prise d'Arles par les Tuchins en 1384 et la reine mère, Marie de Blois, n'hésite pas en 1399 à assister à l'exécution capitale d'un noble rebellé. 
Le XIVe siècle est donc une période de déclin, à la fois démographique, économique et ecclésiastique, marquée également par l'effacement des grandes familles. Le recul démographique réduit de manière brutale la population arlésienne et affecte toutes ses activités en particulier l'agriculture qui manque de bras. Il entraîne la disparition de paroisses urbaines et les guerres la destruction des mas et des églises du faubourg. Mais paradoxalement les troubles politiques de la seconde moitié de ce siècle ont permis à la cité provençale de retrouver une partie de ses droits.

## XVesiècle
Après la terrible épidémie de 1347-1350 (peste noire), le plus bas niveau démographique est atteint un siècle plus tard, vers 1440, la ville étant alors passée d'environ 12 000 (en 1337) à 5 000 habitants. D’autres épidémies de peste frappent la ville en 1398, 1450 et 1482. Deux périodes sont particulièrement difficiles pour la cité : 1418-1433 et 1481-1484. La population arlésienne en est très affectée et la cité ne retrouvera ses effectifs du début du XIVe siècle qu'à la veille de la Révolution.

### Début du siècle

#### Trilogie: épidémies, disettes et guerres
Le plus bas niveau démographique est atteint vers 1420 (1000 feux). Situation aggravée par des éléments exogènes. 1418-1433, avec les épidémies de 1418, 1420, 1429, la guerre permanente, les sécheresses et les récoltes insuffisantes de 1421, 1424, 1426, 1429, 1432 et la cherté du grain en 1428, 1432 et 1433.

##### Peste
Les épidémies du début du siècle
La peste revient dans la cité avec les épidémies de 1418, 1420 et 1429. 
Le 10 octobre 1428, devant la persistance de la peste, la communauté décide l'expulsion de tous les juifs étrangers. En 1429, la situation démographique apparaît si catastrophique que le 2 octobre, pour attirer des habitants dans la ville d'Arles dépeuplée par la peste, le Conseil de la Communauté accorde le droit de bourgeoisie et l'exemption de tout impôt pendant dix ans aux étrangers qui viendront s'y établir.
Dix ans plus tard, une délibération du conseil de la communauté réduisant à 80 (au lieu de 120) le nombre des conseillers, « vu la grande mortalité causée par la peste. » , souligne les effets de ces épidémies.
Mourir à Arles à la fin du Moyen Âge
Source : Louis Stouff, L’Église et la vie religieuse à Arles et en Provence au Moyen Âge, pages 169-179. 
Pour les Arlésiens, la mort est présente par les ravages de la peste et la perte de leurs enfants. Le mal sévit de manière récurrente entre 1347 et 1484. Les conséquences de ces pestes sont dramatiques sur le plan démographique, la population de la ville passant de 2200 feux en 1320 à 910 en 1438. À cette époque, voir mourir ses enfants est une chose courante. Ainsi la femme du chroniqueur arlésien Bertrand Boysset a eu onze enfants entre 1372 et 1393, mais lorsqu’elle fait son testament en 1428, aucun n'a survécu.

L’étude des testaments permet de témoigner sur les interrogations des Arlésiens face à la mort : où se faire ensevelir ? Comment préparer son salut ? Comment organiser ses obsèques ? Pour les élections de sépulture, les Arlésiens restent longtemps fidèles aux cimetières des Alyscamps, contrairement à de nombreuses cités qui dès le haut Moyen Âge commencent à enterrer leurs morts dans des cimetières intra-urbains. Ils abandonnent ensuite le vieux cimetière au profit de celui du cloître de leur paroisse, et parallèlement les cimetières des ordres mendiants connaissent un succès croissant. Les Arlésiens se préoccupent aussi de leur salut et prévoient de nombreux legs : à leur paroisse, à des œuvres, aux abbayes arlésiennes, à leurs confréries et au salut de leur âme. S’il reste de l’argent, le solde est consacré à des messes et aux obsèques qui sont également très codifiées. En général l’ensevelissement se déroule le jour même sauf si le décès se produit à une heure trop tardive. Le corps recouvert d’un suaire est porté par quatre hommes appartenant à la confrérie du défunt. Le lendemain, le jour du cantar, une messe est donnée. Toutefois, les Arlésiens ne sont pas égaux au moment de leur mort. Les pompes funèbres restent codifiées vis-à-vis de la hiérarchie sociale qui se fige à la porte du tombeau.

##### Des difficultés de subsistance
Le territoire arlésien subit entre 1426 et 1429, une série de sécheresses annuelles ; en mai 1426, puis en mai 1427, les prés sont mis en deffens. Le 10 août 1426, la communauté supprime la gabelle de 12 deniers par livre sur le blé, à cause de la rareté de ce produit, par suite de la sécheresse.
En 1432, le froid, à la suite d'un hiver rigoureux, gèle les oliviers et détruit les moissons. Les récoltes sont également insuffisantes en 1421, 1424, 1426, 1429. Globalement sur la période 1420-1440, la production des grains arlésiens diminue de moitié par rapport à celle des années 1300-1340.

##### Guerre: menace des Catalans
Si au XIVe siècle, le danger était continental, au XVe siècle, les menaces viennent de la mer. Le territoire arlésien, mal protégé et facilement accessible par les bras du Rhône, est une proie facile pour tous les pirates qui écument les côtes. En 1417, le sénéchal de Provence, devant le danger des opérations de pirateries, demandent aux communautés de remettre en état leurs murailles. En 1431, deux galiotes florentines remontent une brassière du fleuve et font prisonniers plusieurs Arlésiens. En 1435 puis en 1453, des Génois remontent le Rhône et commettent des actes de violence et de rapines en Camargue.
Mais la plus grande menace ce sont les Catalans. Pendant plus d'un demi-siècle, la cité vit avec la menace des Catalans, c'est-à-dire des galères aragonaises qui pillent la Camargue et qui sont un danger permanent pour les Arlésiens. 
Déjà en 1410, les Catalans voulant porter secours à l'anti-pape Rodrigue de Luna assiégé à Avignon dévastent la Camargue. Le danger devient permanent à partir de 1420, date du début du conflit entre la Provence et l'Aragon. Ainsi, dès septembre 1422, la reine Yolande d'Aragon permet à la ville d'Arles de s'armer et d'armer des barques pour lutter contre les pirates catalans de plus en plus menaçants. En 1423, la flotte d'Alphonse V d'Aragon de retour d'Italie attaque la ville de Marseille pratiquement désarmée et se livre pendant trois jours (20/23 novembre) au pillage de la ville. Pendant de nombreuses années les Arlésiens et les Camarguais vont ainsi vivre avec la peur du Catalan.
En juillet 1452, une galiote catalane, aux ordres du terrible corsaire Embonet (En Bonet?) fait des incursions en Camargue et enlève des Arlésiens. Le Conseil délègue un de ses membres, Jacques Reynaud, pour aller exposer cette situation au sénéchal, et le supplier de vouloir bien prendre les mesures nécessaires pour obtenir la délivrance des captifs. Les Catalans reviennent en 1453 :
« ... les incursions des corsaires catalans sur le territoire d’Arles devenaient si menaçantes que toute la population rurale des bords du Rhône fuyait à leur approche et que la ville d’Arles, lasse de réclamer en vain le secours du comte de Provence, se décida à lever sa milice et prit à sa solde 50 arbalétriers avec quelques navires. Charles de Castillon, étant venu prendre le commandement de ces troupes, surprit les ennemis qui remontaient le Rhône avec des galères traînées par des chevaux, fondit sur eux, les pourchassa et tailla en pièces, mit en fuite leurs navires et pour quelque temps ramena la sérénité sur les deux rives du Rhône. »
En dépit d'une trêve de dix ans conclue le 16 février 1463 avec le roi d'Aragon, vingt ans plus tard en 1470, la menace est toujours présente. Par lettre patente du 16 juin de cette même année, le roi René autorise la construction d'une tour de défense à l'embouchure du Rhône, dénommée par la suite Tour du Lion, Tour du Balouard, du Boulouard ou du Gras ; elle est terminée le 15 juin 1477 lors de la visite du duc de Calabre. 
Lors de sa construction, il faut envoyer le 11 juillet 1473 des renforts, les ouvriers ayant failli être enlevés par une galère catalane. Le voyageur allemand Hans von Waltheym fait également référence à cette menace lors de son voyage en 1474 ; il écrit : 
« ... notre plus grande crainte et peur c'étaient les Catalans qui habitent très près (NDLR : des Saintes-Maries-de-la-Mer). Ils prennent les gens, ils les enchaînent sur des bateaux. Ils doivent ensuite ramer et rester prisonniers à vie. »

#### Conséquences: une communauté à l'abandon

##### Territoire abandonné
À compléter ; //état des campagnes avec les mas abandonnés, les églises en ruines...//

##### Carrefour délaissé
L'essor d'Avignon au XIVe siècle a été néfaste pour Arles. La cité papale constitue un écran en direction du nord, limitant le rayonnement de la ville. Les Arlésiens échouent à accroître leurs activités commerciales. Deux foires demandées en 1443 au roi René ne leur sont accordées qu'en 1475. Ils ne réussissent pas à faire de leur ville un centre de grand commerce.
Les grands trafics de la région se font en dehors d'Arles. Pour mener sa politique commerciale méditerranéenne, Jacques Cœur s'appuie sur Aigues-Mortes, Montpellier et Marseille et jamais sur Arles. Le commerce par la vallée du Rhône se fait avec les ports de Marseille et de Bouc, évitant la remontée du delta du Rhône. Le départ du pape Benoît XIII et la guerre avec les catalans qui rendent les bras du Rhône et la Camargue peu sûrs expliquent en partie cet abandon. Les tarifs des fermes traduisent ce déclin. Ainsi la ferme des revenus du péage sur le Rhône qui reflète l'intensité du trafic arlésien est vendue par l'archevêque 600 florins par an à la fin du XIVe siècle et seulement entre 300 et 400 dans les années 1420-1450. Toutefois, à partir des années 1460-1470, les trafics fluviaux et maritimes reprennent.

##### Vers 1440: une ville terrienne structurée en communautés
Source : Louis Stouff - Arles au Moyen Âge, pages 155-222.
Les documents fiscaux (liste des hommes payant le capage, livres terriers), les testaments et les documents municipaux permettent de saisir les métiers, activités et communautés de la société arlésienne.
C’est au moment où la courbe démographique commence à se redresser vers 1437-1438, qu’il est possible de connaître la composition de la population arlésienne.
Les communautés
Arles est formée d'une communauté de citoyens, d'habitants et de gens de passage. Pour être considéré comme citoyen il faut passer, pour les non-natifs de la ville, une cérémonie appelée citadinagium. Les Arlésiens vivent en fonction des classes sociales, des métiers et des communautés religieuses qui structurent les quartiers de la ville. Une hiérarchie des fortunes peut être établie. Elle révèle des écarts considérables. L’Arlésien le plus riche, un noble, est 900 fois plus riche que le plus pauvre et au bas de l’échelle, 54 % des contribuables ne détiennent que 15 % des biens. Les gens se regroupent par métiers : dans le quartier de l'Hauture habitent les bergers de la Crau et dans celui de la Roquette les pécheurs. La communauté chrétienne est organisée en paroisses et confréries, sortes d’associations caritatives et sociales de l’époque. 
Mais la ville est surtout scindée entre deux communautés religieuses : les chrétiens et les juifs qui habitent un quartier réservé, le Méjan, avec leurs propres chefs et des lois spécifiques.
Survivance de l'époque antique, il existe encore des esclaves à Arles à la fin du Moyen Âge. L’esclavage s'est en effet maintenu dans la cité jusqu’à l’annexion à la France. 
Réprouvé par la religion mais toléré par la législation, le trafic d’esclaves s’exerce encore librement, dans la ville d’Arles au milieu du XVe siècle ; les officiers publics ne lui refusent pas le concours de leur ministère.
Les métiers
En 1437, sur les 1.228 chefs de feu fiscalisés, seuls les trois-quarts ont une profession qui nous est connue. L’agriculture, l’élevage, la pêche et la chasse ainsi que les métiers liés à l’alimentation représentent la grande majorité des professions recensées, soit environ 70 %, les métiers concernant le commerce, le travail de la pierre et des métaux et ceux liés à l’habillement seulement 25 % et les professions intellectuelles ou officielles, marginales, moins de 5 %. Les métiers d’Arles, si on les rapproche de ceux de villes comme Paris ou Tours, sont en nombre restreint et présentent souvent la particularité d’être peu spécialisés. Globalement ils sont liés au terroir et ne sont pas orientés vers l’exportation. Une autre particularité d’Arles, c’est la spécialisation des communautés : les juifs encore nombreux en ce début de siècle (80 feux) constituent par exemple la majorité des préteurs, tailleurs, courtiers en céréales et médecins. À l’inverse, on ne les retrouve ni dans les métiers de la terre ni comme éleveurs.
Les activités
L’agriculture arlésienne se distingue par des particularités locales : une forte présence de jardins et vergers, un vignoble omniprésent destiné à une production essentiellement personnelle et de grands domaines appelés affars, propriétés de l’archevêché, des nobles ou de laboureurs enrichis. Le choc démographique entraîne une modification de l’exploitation de ces propriétés. Les documents disponibles montrent un abandon progressif de l’exploitation directe au profit de la fâcherie (métayage) puis de l’arrentement (fermage).

L’activité pastorale depuis la rédaction des premiers statuts au XIIIe siècle s’est accrue et les autorités municipales se préoccupent de préserver les terres du delta, pasturas et herbagia et celles de Crau, les coussouls. Il existe deux types d’élevage des ovins : de gros troupeaux entre les mains de l’aristocratie et d’éleveurs professionnels, les nourriguiers et ceux de 50 à 400 bêtes, possédés par les bergers. Dès cette époque, la transhumance est très organisée : en 1398 plus de 21 000 bêtes appartenant à 11 propriétaires quittent la Crau pour les alpages de Digne. La Camargue est alors une terre de chasse et d’élevage bovin et équin.

La pêche est réalisée en mer, sur le Rhône ou dans les marais et les pécheurs d’Arles constituent un monde à part, une communauté, dans la ville. Sur 60 recensés, 59 habitent le quartier de la Roquette et appartiennent à la même confrérie.
//+ peu de gens de mer (cf. L. Stouff, Arles au Moyen Âge, page 146) //

### Peste de 1450 et repeuplement par immigration
reprise des travaux agricoles...
 
Paradoxalement, la cité et le pays d'Arles forts demandeurs en main d'œuvre (travaux agricoles, volonté d'accueillir des artisans…) deviennent un centre important d'immigration, d'abord avec des populations de la Provence occidentale, puis du sillon rhodanien jusqu'à Genève et enfin du Cantal et de la Lozère. Ce flux migratoire sera à l'origine de la reprise démographique de la cité dans les années 1470.
.... + structuration des quartiers de la ville, cf Cavalerie
Ces nouveaux arrivants pour la plupart des Savoyards, s'installent généralement au nord de la ville, sitôt la porte franchie, à proximité de la « Porte de la Cavalerie » dans le quartier de la Cavalerie/Portagnel, qui joue pendant longtemps un rôle important en matière de commerce et d’artisanat et où se trouvent de nombreuses auberges. 
....+ évolution des prénoms arlésiens en liaison avec les flux migratoires
Ces transformations démographiques et sociales se retrouvent en particulier dans la composition du stock des prénoms qui se modifie. Même s'il y a des valeurs sûres, comme les Pierre et les Guillaume, d'autres prénoms apparaissent, progressent ou disparaissent. Si parmi les noms les plus fréquents, les Jean, Jacques et Antoine connaissent une spectaculaire progression, en revanche la fréquence des prénoms d'origine germanique liés à l'histoire du « royaume d'Arles » (Bernard, Isnard...) ou en relation avec les anciennes familles de la noblesse provençale (Pons...) décline. Certains noms sont négligés, y compris ceux des saints, même locaux. L'absence ou quasi-absence la plus remarquable est celle des Paul. L'immigration à partir des années 1430 et surtout après 1450 de gens venus du Nord (Savoie, Lyonnais, Bourgogne, Bretagne...) entraîne l'apparition de nouveaux prénoms tels que les Yves, Nicolas, Denis et surtout Claude qui devient l'un des prénoms les plus populaires.

### Rattachement au royaume de France
À partir de la fin des années 1470, le contexte politique de la cité est dominé par les évènements liés au rattachement de la Provence à la France. À Arles s'y ajoutent de nombreuses particularités, dont les relations de la ville avec sa communauté juive.
peste, mais renouveau architectural// ; 
- 1481-1484 : pénurie de grains dans la ville en décembre 1481, janvier 1482, septembre 1483, février 1484 et l'épidémie de peste de 1482-1484.

modification du pouvoir municipal et des relations avec les représentants du pouvoir

#### Déclin de l'archevêché
L'archevêché d'Arles, dont la renommée avait déjà décliné au début du siècle, perd encore de son prestige. En 1475, à la mort de Philippe de Lévis, le pape Sixte IV réduit le diocèse d’Arles : il détache le diocèse d'Avignon attribué en 1474 à son neveu Julien de la Rovere, le futur pape Jules II, de la province d'Arles, l'érige en archevêché et lui attribue comme suffrageants les évêchés comtadins de Carpentras, Cavaillon et de Vaison. Quelques années plus tard, les archiépiscopats d'Eustache de Lévis et de son successeur Nicolas Cibo marquent la fin du monnayage d'Arles.

#### Rattachement relativement bien accepté
En janvier 1482, Palamède de Forbin, le nouveau lieutenant général de Provence nommé par Louis XI visite Arles lors de sa tournée des villes provençales et dès le 29 janvier, une ordonnance du Gouverneur de Provence précise que les Syndics seront désormais appelés Consuls.
En 1483, Arles est réunie au royaume de France peu de temps après la mort du roi René (1481), son dernier comte. À la fin du printemps, Jean de Baudricourt, gouverneur de Bourgogne, chargé par le roi Louis XI de reprendre la main en Provence, visite Arles et en destitue les fonctionnaires provençaux, remplacés par des Français.
Arles participe sous ses ordres à la destruction partielle du château des Baux, soupçonné d'abriter des séditieux opposés à l'union avec la France.
En août 1487, les armes du roi sont apposées conjointement à celles de la ville sur tous les lieux représentatifs du pouvoir pour effacer le souvenir du comte de Provence.
En 1499, les Arlésiens prêtent serment de fidélité au roi Louis XII et demandent confirmation de leurs privilèges.

#### Expulsion des juifs
Les Arlésiens de la fin du XVe siècle sont très attachés au culte et même aux traditions légendaires ainsi que le montre l'incident malheureux concernant les reliques de saint Antoine en 1493. Dans cette situation d'exaspération religieuse, entretenue par les prédications des frères mineurs, le climat entre les communautés chrétiennes et juives se dégrade. 
Déjà, à partir de 1420, date du début du conflit entre la Provence et l'Aragon, les tensions urbaines s'accroissent compte tenu des relations entre juifs arlésiens et aragonais. Sous l’archiépiscopat d’Eustache de Lévis (1475-1489), et plus particulièrement après le rattachement de la Provence au royaume de France, les tensions se multiplient et aboutissent au sac de la juiverie d’Arles le 7 juin 1484. Finalement, le 23 septembre 1493, un édit de Charles VIII ordonne l'expulsion des juifs d'Arles.
Cet arrêté de 1493 est le premier d’une série, précédant celui de 1496 à Tarascon, et ceux de 1500 et 1501 pour la Provence. Curieusement la motivation principale de l’arrêté arlésien ne relève pas de préoccupations religieuses, mais sociales. Ces émeutes anti-juives conduites principalement par une masse de plusieurs milliers de saisonniers attirés par les moissons et vendanges, inquiètent en effet les classes dirigeantes de la cité. Elles redoutent que ces troubles dégénèrent « par convoitise de biens » en une révolte généralisé, embrasant la ville tout entière. Ces désordres traduisent certainement des transformations plus profondes de la société et annoncent, en cette fin du XVe siècle des conflits de classes dont la minorité juive, jouant un rôle de révélateur, fait les frais.

#### Ville de la fin duXVesiècle
Le géographe et médecin allemand Jérôme Münzer de passage à Arles en septembre 1495 est impressionné par l'importance de la ville qu'il pense plus grande que Marseille et par ses monuments romains. À propos des arènes encore investies d'habitations, il écrit : 
Aujourd'huy, de pauvres gens habitent ce théâtre, ayant leur cahutes dans les cintres et sur l'arène.
À la fin du siècle, la ville entreprend les premiers travaux de rénovation urbaine : en 1497, la place située devant Saint-Trophime est agrandie.

## Chronologie

### XIVesiècle
- 1302 : le Rhône gèle à Arles.
- 1306-1320 : la ville d'Arles accueille les juifs chassés du Languedoc. D'après Louis Stouff, la ville aurait alors compris environ 250 feux, chiffre qui ne sera jamais plus égalé et qui restera le plus important dans l'histoire d'Arles. Le rabbin et philosophe juif averroïste Joseph ibn Caspi, s'installe ainsi en Provence d'abord à Tarascon en 1306 puis à Arles en 1317.
- 1309

Installation de la papauté à Avignon. Les prélats arlésiens sont peu présents dans leur diocèse et Arles cesse d'être la résidence de ses archevêques.
L'archevêque d'Arles, Arnaud de Faugères tente de récupérer les droits aliénés en 1251 (possession du quart du Bourg, juridiction et seigneurie de la Cité...), sans succès
- 1312 : après le concile de Vienne (octobre 1311 - mai 1312) et la suppression de l'ordre du Temple, les Hospitaliers récupèrent l'ensemble des biens des Templiers.
- 1319 : Arles compte 2 194 feux de cavalcade (environ 11 000 habitants)
- 1323

Les Carmes commencent la construction de leur couvent à proximité du Marché-neuf, dans le quartier des auberges.
Le Rhône gèle à Arles.
Le 8 juillet, le chapitre métropolitain nomme à l'archevêché d'Arles l’évêque de Marseille, Guasbert de Laval.
- 1326

Lambert de Laincel, viguier d'Arles
L'archevêque d'Arles Gasbert de Laval préside le concile de Saint-Ruf qui rappelle notamment l'interdiction des confréries.
- 1332 : la ville d'Arles compte 23 moulins.
- 1334 : tous les fleuves de la Provence sont couverts de glace.
- 1336 : conflit entre Arles et l'abbaye de Montmajour ; le viguier de la ville fait dresser des fourches patibulaires au Castellet rappelant les droits de la cité sur ce site.
- 1337 : l'archevêque d'Arles Gasbert de Laval préside un second concile de Saint-Ruf qui rappelle toujours l'interdiction des confréries.
- 1341 : le 27 septembre, Jean de Cardone, religieux dominicain, neveu du pape Benoit XII, est créé archevêque d'Arles (Papon)[80].
- 1346-1347 : probable disette dans les campagnes arlésiennes.
- 1348 : la peste noire est à Arles, dès le début de l'année
- 1349 : la ville d'Arles se dote d'un corps de syndics permanents (exécutif urbain).
- 1351 : la ville souffre d'un ravitaillement insuffisant.
- 1352 : le 10 octobre, la reine Jeanne est à Arles et octroie de nombreux privilèges à notre ville[81].
- 1355 : le Sénéchal de Provence, Fouques d'Agout, fait le siège du château des Baux où s'est réfugié Robert de Duras qui meurt en 1356 à la bataille de Poitiers.
- 1357-1358

Présence des bandes de Routiers, conduites par Arnaud de Cervola dit l'Archiprêtre et appelées par les comtes des Baux. Ils franchissent le Rhône le 13 juillet 1357 et ne repartent de Provence qu'en octobre 1358.
Dans le courant du mois d'août, des francs-routiers s'abattent en Camargue et s'emparent du château d'Albaron.
Le 1er octobre 1357, pour lutter contre les Routiers, le sénéchal fait appel au comte d'Armagnac qui amène entre Arles et Tarascon mille sergents. Leur intervention sera aussi terrible que celle des Routiers.
- 1359 : la reine Jeanne cède deux roubines comtales à la ville d'Arles
- 1361

Les troupes d'Henri de Trastamare venant d'Espagne arrivent jusque sous les murs d'Arles.
Peste en juin
Le 8 septembre par une bulle, le pape Innocent VI autorise la translation du couvent des Prêcheurs détruit par les incursions des Grandes compagnies. Cette bulle révèle que l'église et les bâtiments conventuels ont été détruits par l'incendie et que les pierres ont été réemployées pour renforcer les remparts de la ville. En 1361, les Prêcheurs s'installent donc dans l'enceinte de la ville sur les bords du Rhône, en plein quartier juif.
- 1364 : le Rhône gèle à Arles et les arbres périssent.
- 1365 :

Le 4 juin, Charles IV roi de Bohême se fait couronner comme son prédécesseur Frédéric Barberousse, roi d'Arles par l'archevêque Guillaume de la Garde dans la cathédrale Saint-Trophime.
En juillet, réactivation du conflit entre Arles et l'abbaye de Montmajour à la suite de la reconnaissance de la haute juridiction du Castellet à l'abbaye de Montmajour par la reine Jeanne.
Le 29 décembre, les Arlésiens furieux pénètrent dans la localité, s'emparent des moines et de leurs serviteurs et ravagent les lieux.
- 1366 : le Rhône est pris par les glaces (ou en 1365)
- 1367 : le 17 juillet 1367, la reine Jeanne accorde des lettres de rémission et amnistie aux émeutiers qui, quatre ans auparavant (1363), à l'occasion d'un procès relatif aux gabelles, avaient envahi le palais de la cour royale, criant : « A bas la gabelle, à mort les nobles » enfonçant les portes et bousculant les gardiens. Ces lettres rémissoires rappellent la longue fidélité des Arlésiens et le peu de conséquence de l'émeute, dans laquelle il n'y avait eu ni morts ni mutilés[64].
- 1368

Du 11 avril au 1er mai, la ville est assiégée par des troupes conduites par Bertrand Du Guesclin, représentant les intérêts et les ambitions de Louis d'Anjou en Provence.
Le 11 avril 1368, les troupes de Louis d'Anjou, sous les ordres de Bertrand Duguesclin, viennent assiéger la ville d'Arles ; après vingt jours de combats meurtriers et plusieurs assauts repoussés, elles se retirent, dit un chroniqueur, « exceptis illis qui remanserunt mortui ».
La reine Reine Jeanne, revenant sur la convention de 1251, autorise la ville à posséder des biens.
La ville d'Arles se dote d'un capitaine de la ville chargé de la défense de la ville qui reprend une partie des fonctions du viguier comtal.
- 1372 : en novembre, le maréchal Jean II Le Meingre dit Boucicaut offre au couvent des Trinitaires des reliques de saint Roch. Il est accompagné de Philippe de Mézières, compagnon d’armes de son père. Le pape Grégoire XI avait avalisé la volonté paternelle de Jean Ier Le Meingre dit également Boucicaut et le petit Jean se rendit avec son mentor en pèlerinage à Arles et aux Alyscamps.
- 1376-1377 : période de sécheresse ; Bertrand Boysset signale que l'étang de Pont-de-Crau est resté sec de la mi-août 1376 à la fin de janvier 1377.
- 1378 : le 3 mai 1378, première foire annuelle dite de la Croix (ainsi nommée de la solennité religieuse que l'église célèbre le même jour). Cette foire, qui avait une certaine importance, parce qu'on y vendait toutes sortes de marchandises et de produits, se tenait auparavant à la mi-carême ; sur la demande des consuls, le sénéchal de Provence en autorisa la remise au 3 mai. Elle avait lieu à la Croisière[83].
- 1380 : adoption de Louis d'Anjou par la Reine Jeanne.
- 1382-1387 : guerre de l'Union d'Aix
- 1384

Au printemps, le chef tuchin, Étienne Augier plus connu sous le nom de Ferragut, s’installe dans les Alpilles et fait régner la terreur jusqu'au Rhône.
En juillet, des galères de Charles Duras arrivent à Bouc.
Le 24 juillet, tentative de prise de la ville par les Tuchins avec des complicités internes. Le viguier de la ville est tué. Après quelques heures de troubles, les habitants se révoltent contre les Tuchins et les chassent de la cité. Le lendemain, une répression sévère est menée contre leurs partisans.
Le 9 décembre, cantar (messe funèbre) organisée en l'honneur de la reine Jeanne dans la cathédrale Saint-Trophime.
- 1385

Le 7 décembre, la ville se rallie à Marie de Blois et à Louis II lors d'une assemblée générale de 300 chefs de familles arlésiens devant le palais comtal.
Le 10 décembre : seconde convention entre la ville d'Arles et Louis II d'Anjou, comte de Provence. C'est l’acte par lequel notre ville se soumit à la seconde race de la maison d'Anjou, conformément aux intentions de la reine Jeanne ; une nouvelle convention est conclue entre la reine Marie de Blois et la ville d'Arles ; les juifs de la cité obtiennent le statut de citoyens et les Arlésiens interdisent au comte la construction d'un château dans la cité ; la reine Marie de Blois, revenant sur la convention de 1251, autorise la ville à posséder des biens.
Le 29 décembre 1385, le Grand Sénéchal d'Agoult meurt à Arles ; la reine et son fils assistent à ses funérailles.
- 1386

Janvier 		
Le 1er janvier, éclipse totale à Arles, avec une obscurité totale d’environ 2 min 30 s.
- 1387

La reine Marie ordonne au clavaire d'Arles de payer aux frères mineurs la pension qui leur a été concédé par le roi Robert.
Le 10 février 1387, il neigea tant, raconte Bertrand Boysset, que la neige atteignit trois palmes (1 m) et piquait, ajoute-t-il.
- 1389

Marie de Blois abandonne à la ville, contre 1 000 florins, Aureille et son territoire confisqués à la famille de Lamanon après la tentative de prise d'Arles par les Tuchins, alliés de Charles Duras.
Le 26 septembre 1389, la commune d'Arles est mise en possession du château d'Aureille, que le roi lui avait vendu.
- 1390 : les Arlésiens obtiennent du comte une limitation des sergents comtaux dans la ville.
- 1391 : le 30 mai 1391, convention entre les villes d'Arles et de Marseille au sujet de certaines immunités et franchises réciproques[88].
- 1392

Année de sécheresse.
Raimond de Turenne rançonne la ville.
- 1393 : Bertran Boysset, cite un habitant de Pélissanne qui fut pendu le 23 décembre à Trinquetaille ; le corps resta exposé un an avant d'être enseveli de nuit au cimetière Saint-Pierre de Trinquetaille.
- 1394 : les 12, 13 et 14 mai 1394, les Arlésiens, unis aux Tarasconnais, ravagèrent, par mesure de représailles, tout le terroir des Baux[83].
- 1395 : le 5 avril 1395, une galiote de « bregansons » étant entrée dans le Rhône capturait navires et gens. Les Arlésiens armèrent deux navires qui se mirent à sa poursuite et lui tuèrent 26 hommes ; huit autres pirates qui se sauvèrent à terre furent pris ; cependant la galiote parvint à regagner la mer, mais elle y périt corps et biens. (Mémoires de Bertrand Boysset) [89].
- 1396

Octobre : Marie de Blois autorise les syndics de la ville à passer un accord avec les gens de Raimond de Turenne.
Novembre 
Le 14, une crue du Rhône, signalée par le chroniqueur arlésien Bertrand Boysset noie les bas quartiers de la ville (la Roquette) sous deux mètres d'eau.
Le 14 novembre 1396, grand débordement du Rhône, qui dévasta tout le territoire.
Décembre 
Raimond de Turenne rançonne la ville ; Arles est obligé de conclure un pâti avec la garnison des Baux.
Le 7 décembre, trêve entre les Arlésiens et les gens d'armes de Raymond de Turenne, qui occupent le château des Baux.
- 1397-1399 : peste du 1er avril 1397 à janvier 1399.
- 1397

Mars 
Le 29, le roi d'Aragon, arrive avec sa flotte et débarque à Trinquetaille. De là, traversant le Rhône sur le bac, il vient à Arles. Après avoir fait ses dévotions dans l'église primatiale, le roi retourne à Trinquetaille et va à Avignon. La flotte aragonaise a beaucoup de matelots atteints de la peste ; elle laisse à Trinquetaille un certain nombre de malades qui y propagent la contagion. L'archevêque Rochechouart reçoit à Saint-Trophime Martin Ier, roi d'Aragon, de passage à Arles lors de son voyage à Avignon à la rencontre du pape Benoît XIII.
Septembre
À l'automne, Arles et Tarascon s'entendent pour créer une milice chargée d'assurer la sécurité des vendangeurs contre les coups de main des troupes de Raimond de Turenne ; la même année Arles arme ses bergers qui gardent les moutons en Crau.
Le 1er septembre, les villes d'Arles et de Tarascon mirent sur pied 220 lances, pour défendre le territoire contre les entreprises des Baussencs. La vendange se fit sous la protection de la population armée. Celte précaution ne fut pas inutile ; car les Baussencs ayant voulu, comme d'habitude, ramasser la récolte de leurs voisins, furent repoussés avec perte, dans la plaine de Tarascon, par la milice de cette ville unie à la cavalerie arlésienne, et laissèrent sur le terrain 22 morts et 47 prisonniers.
- 1398

Un troupeau de 21.400 ovins appartenant à onze propriétaires quitte la Crau pour les alpages dans la région de Digne ; en 1406, un troupeau de 19.400 animaux est mentionné.
Le 2 février, construction de la tour de Saint-Hippolyte, en Crau.
Le 6 juin, la communauté emprunte 100 florins aux juifs d'Arles pour lever des soldats et chasser l'ennemi.
- 1399 : le 26 février, la reine Marie, mère du roi Louis et du prince de Tarente, étant à Arles, assista à l'exécution de Gaubert de Lernet, qui eut la tête tranchée sur la place du Cestier, aujourd'hui place du Forum (d’après Bertrand Boysset)[96].
- 1400 : le 2 décembre, mariage de Louis II et de Yolande d'Aragon dans la cathédrale Saint-Trophime.

### XVesiècle
- 1401

Février
Le prédicateur Vincent Ferrier lors de son passage dans la cité oblige les juifs d'Arles à assister à ses sermons.
Le 10 février prédication de Vincent Ferrier (d’après Bertrand Boysset),.
Décembre 
Le 10 décembre, inondation du territoire dont le Trébon.
- 1402

Janvier
Le 3 janvier, apparition au couchant d’une comète, probablement la comète c/1402 D1,.
Mai 
Le 22 mai 1402, le roi Louis, la reine son épouse et la reine-mère arrivent à Arles, où les attendent de grandes fêtes.
Le roi Louis fait combattre le 27 mai un lion contre un taureau puis le 10 août, un lion contre un bélier.
- 1404

Juillet
Le 7 juillet 1404, service solennel, dans l'église métropolitaine, pour le repos de l'âme du prince de Tarente frère du roi. L’annaliste Bertrand Boysset en a relaté la magnificence et les détails avec une ponctualité qui va jusqu'au dénombrement des cierges.
- 1405

L'archevêque, Artaud de Mélan déclare les ordres mendiants exemptés des impositions sur le clergé.
Mars
Le 1er mars 1405, réception solennelle faite au nouvel archevêque d'Arles, Artaud de Mezellan, ci-devant évêque de Sisteron.
Avril
Le 3 avril, mort du lion d'Arles âgé de 19 ans et demi ; il est remplacé le 15 avril par un nouveau fauve de 6 mois, offert par le maréchal de France Boucicaut, gouverneur de Gênes.
Septembre
Le 21 septembre, cantar (messe funèbre) organisée en l'honneur de la reine Marie dans la cathédrale Saint-Trophime.
Octobre
Le 21 octobre 1405, synode de Saint-Luc, à Arles ; le clergé du diocèse y fait de publiques excuses à l'archevêque, et lui témoigne ses regrets de l'avoir dénoncé à tort au Souverain Pontife, comme ayant exigé des ecclésiastiques des décimes exagérées.
- 1405-1406 : hiver

Le Rhône est pris par les glaces entre le 12 décembre 1405 et le 13 janvier 1406.
- 1406

Mars
Le 7 mars, révision des mesures par deux commissaires nommés par le Viguier. Ces commissaires étaient Antoine Lucien Donzet et Bertrand Boysset, tous deux bourgeois d'Arles ; ils firent rapport que toutes les cannes des marchands et des artisans, en général, étaient courtes. Le Viguier, sur cette constatation, fit apporter d'Avignon une canne type, d'après laquelle on fabriqua trois étalons en fer qui furent scellés sur des bancs de pierre, au Plan de la Cour, le long des murs du palais. Ces mesures-types existaient encore à la même place en 1773 (deux du moins sur trois).
Novembre
Le 8 novembre, le lion d'Arles a pris la main d'un homme dans sa gueule et lui a arraché la main et le bras jusqu'au coude. On a emporté l'homme comme mort à sa maison. On a arraché le bras et la main au lion et on l'a envoyé dans un cabas à la maison de la victime, un serrurier ; la mort l'avait saisi.
- 1409

Avril
Le 14 avril 1409, éclipse de soleil. D'après la Nasa, il s'agit d'une éclipse partielle de soleil datée du 15 et non du 14.
Décembre
Le 3 décembre, le comte de Provence Louis II, passe à Arles sur le chemin de Rome à Paris.
- 1410

Les Catalans interviennent en Camargue et sur le Rhône ; ils essayent de porter secours à Rodrigue de Luna, le neveu du pape Benoît XIII, assiégé dans Avignon.
Octobre
Le 17 octobre 1410, procédure établissant que les paluds de Montmajour et de Castellet avaient été desséchés récemment et à nouveau par les moines et par l'archevêque.
Novembre
Le ler novembre 1410, mort de l'archevêque d'Arles Artaud de Mezellan. Le Chapitre s'arrogea le droit d'élire son successeur ; mais le Souverain Pontife Benoît XIII cassa l'élection et nomma Jean Alarmée (qui devint plus tard le cardinal Jean de Brogni). C'est cet illustre cardinal dont le théâtre moderne s'est emparé … pour en faire un personnage de la Juive.
- 1411-1412 : Bertrand Boysset signale une sécheresse sans la moindre goutte d'eau entre le mois d'août 1411 et celui de février 1412.
- 1412

Déplacement du bac de la rue des Châtaignes (rue du docteur Fanton actuelle) à la rue du Port dans le quartier de la Roquette ; ce déplacement provoque un conflit très vif entre les gens du Bourg et ceux de la Cité.
Mars
Le 20 mars 1412, la famille royale arrive à Arles et réside au palais archiépiscopal.
Juin 
Le 6 juin 1412, la reine à Arles après être arrivée par le Rhône de Tarascon Elle séjourne 3 jours chez Trophème Reynaud, puis à l’archevêché jusqu’au 25 octobre (Mémoires de B. Boysset) .
Naissance d'un enfant de Louis II (il s'agit de sa fille Yolande qui épousera en 1431 François Ier le Fratricide, duc de Bretagne) dans le palais de l'archevêché.
Le 9 juin 1412, apparition d'une comète, fort singulière, s'il faut en croire les détails rapportés par Bertrand Boysset.
La reine Yolande donne aux frères mineurs un terrain qui leur permet d'agrandir leur église
- 1414 : construction d'une tour à l'entrée du pont de la Crau.
- 1415

Juin
Le 7 juin 1415, une éclipse de soleil (totale, car ce fut comme la nuit et les étoiles furent visibles) impressionne vivement la population, qui croit y voir une manifestation de la colère céleste. Les esprits éclairés connaissaient cependant, la cause toute naturelle des éclipses,. Toutefois, Arles devait être très proche de la limite sud de la bande d'obscurité totale (totalité d’environ 1 min 40 s).
Août
Le 15 août, Louis II préside la réunion des États de Provence, la seule de l'histoire médiévale qui se tienne à Arles.
- 1417 : en raison des menaces d'opérations de piraterie sur le Rhône et les côtes, le sénéchal Pierre d'Acigné invite les communautés à remettre en état leurs murailles[112].
- 1420 : début du conflit entre la Provence et l'Aragon ; ce conflit, compte tenu des relations entre juifs arlésiens et aragonais, entraîne des tensions urbaines.
- 1420-1440 : production des grains arlésiens diminuée de moitié par rapport à celle des années 1300-1340
- 1420-1493 : tensions croissantes entre les communautés juives et chrétiennes d'Arles qui se terminent par le sac de la juiverie en 1484 et l'expulsion des juifs d'Arles en 1493.
- 1422

Septembre 
En septembre, Yolande d'Aragon permet à la ville d'Arles de s'armer et d'armer des barques pour lutter contre les pirates catalans.
- 1424

Novembre
Le 30 novembre 1424, la commune achète du notaire Pierre Bertrandi, au prix de 260 florins, une maison sise dans la paroisse Notre-Dame la principale, pour en faire l'hôtel-de-ville (Annales de J. Did. Véran).
- 1425 : conflit entre les nobiles et burgenses d'une part et les populares d'autre part sur la fiscalité. Le comte arbitre en faveur des populares qui souhaitent des taxes proportionnelles à la fortune immobilière et ordonne la confection d'un livre terrier (cadastre).
- 1425 (vers) : sur les huit hôpitaux attestés au XIIIe siècle, il n'en subsiste que la moitié vers 1425[113].
- 1426-1429 : période de sécheresses annuelles ; en mai 1426, puis en mai 1427, les prés sont mis en deffens.
- 1426

Mai
En mai 1426, les prés sont mis en deffens.
Août
Le 10 août 1426, suppression de la gabelle de 12 deniers par livre sur le blé, à cause de la rareté de ce produit, par suite de la sécheresse.
- 1427

La ville d'Arles compte 21 moulins.
Mai 
En mai 1427, les prés sont mis en deffens.
- 1428

Octobre
Le 10 octobre 1428, devant la persistance de la peste, la communauté décide l'expulsion de tous les juifs étrangers.
- 1429

Octobre
Le 2 octobre, pour attirer des habitants dans la ville d'Arles dépeuplée par la peste, le Conseil de la Communauté accorde le droit de bourgeoisie et l'exemption de tout impôt pendant dix ans aux étrangers qui viendront s'y établir.
Novembre
Le 2 novembre 1429, le Conseil communal décide la fermeture de la Cambra ou Tricharie (maison de jeu).
- 1430

Mars 
Le 26 mars, le conseil municipal, désireux de mettre de l'ordre dans les archives communales et de veiller à leur sûreté, commet trois de ses membres pour en faire l'inventaire.
- 1431 : deux galiotes florentines remontent une brassière du fleuve et font prisonniers plusieurs arlésiens.
- 1432

Hiver
Gel des oliviers du Comtat et destruction des moissons arlésiennes à la suite d'un hiver rigoureux.
- 1434

Mai 
Le 16 mai 1434, préparatifs pour la prochaine arrivée de la Reine. Le conseil nomme Jean d'Eyguières et Julien de Donine pour choisir les logements de la suite royale.
- 1435 : des Génois remontant le Rhône, commettent des actes de violence et de rapines en Camargue.
- 1435-1440 : étiage démographique[116] ; la reprise qui s'amorce dans les années qui suivent est très lente jusqu'au début du XVIe siècle.
- 1436

Janvier 
Le 28 janvier arrivée d'Elzear Barthélémy chez les Prêcheurs ; il est fait prieur et vicaire général et il commence un prieurat de trente et un ans jusqu'à sa mort le 3 juillet 1467 ; il sera l'artisan de la réforme de l'ordre à Arles.
- 1437

Novembre
Le 30 novembre, entrée solennelle du roi René dans la ville d'Arles.
- 1438

Arles compte 910 chefs de feux chrétiens payant le capage (environ 5 000 habitants).
Septembre
Le 11 septembre 1438, interdiction aux contre-peseurs de pain de vendre du blé aux boulangers.
- 1439

Arles se dote d'une commission de six membres : les defensores libertatum.
Décembre
Le 28 décembre, délibération du conseil de la communauté réduisant à 80 (au lieu de 120) le nombre des conseillers, « vu la grande mortalité causée par la peste. » .
- 1440

L'archevêque d'Arles, Louis Aleman est déchu de ses responsabilités épiscopales à la suite du concile de Bâle.
Novembre
Le 14 novembre, le Conseil de la Communauté décide la fermeture de la brassière de la Cape (Rhône de Saint-Ferréol) ).
- 1441 : le conseil communal prend la décision de fermer la prise du Rhône de Saint-Ferréol sur le grand Rhône.
- 1442-1443 : peste
- 1442

Un acte notarial, concernant la cession d'une esclave de 35 à 40 ans, « présente et consentante », indique la présence d'esclaves dans la cité en ce milieu du XVe siècle.
Mars
Le 21 mars, le conseil municipal vote une imposition extraordinaire sur chaque habitant, selon ses facultés, pour remédier à l'extrême pénurie des finances communales.
Mai 
Le 27 mai 1442, la reine de France, Marie d'Anjou, arrive à Arles en bateau et s'y arrête quelques heures.
- 1443-1445 : période de sécheresses annuelles
- 1443

Avril
Le 5 avril, à la suite de la sécheresse, le conseil demande aux moines de Montmajour de venir avec leurs reliques (tête de saint Mari...) à la procession qu'il organise le dimanche suivant pour faire pleuvoir.
- 1445

Août 
Le 12 août 1445.— Conseils : délibéré de prendre à gages un bourreau, au prix de 10 florins par an (Ms 787 de la Méjanes).
- 1446 : présence du peintre Enguerrand Quarton dans la ville ; il y réside jusqu'au printemps 1447 avant de rejoindre Avignon pour des commandes de la légation pontificale.
- 1448

Novembre 
Le 10 novembre 1448. — Sur l'avis que le roi, la reine, le cardinal de Foix et d'autres prélats doivent venir à Arles, pour de là se rendre à la Ville de la Mer, où ils vont relever glorieusement les reliques des saintes Maries, le Conseil nomme une commission chargée de tout préparer pour leur réception (Ms 787 de la Méjanes).
Décembre
Le roi René passe à Arles l'occasion de l'invention des reliques de Notre-Dame-de-la-Mer, le 1er et 2 décembre à l'aller et le 5, au retour.
Le roi René pose la première pierre de l'église des prêcheurs.
En décembre invention des reliques des saintes Maries Jabobé et Salomé aux Saintes-Maries-de-la-Mer qui dépend du diocèse arlésien. Juste auparavant, en novembre, une enquête est diligentée à Arles par l'évêque de Marseille Nicolas de Brancas. L'archevêque d'Arles, Louis Aleman déchu de ses responsabilités épiscopales, n'assiste pas à cette "invention", car il est excommunié depuis 1440 à la suite du concile de Bâle.
- 1450-1451 : peste
- 1450

Après avoir appartenu à l’abbaye de Lérins l’église des Alyscamps est donnée, en 1450, aux bénédictines de Tarascon.
Juillet
Le 25 juillet 145G (1450 ou 1456), conseils : défense ayant été faite aux gens des Saintes-Maries, par leurs consuls, de venir apporter à Arles de la viande ou du poisson, à cause de la peste. Le conseil communal d'Arles ordonne que celle interdiction sera couchée par écrit sur le livre de vie de la Communauté, pour perpétuelle mémoire (pro tempore futuro), et que désormais, par mesure de réciprocité, l'on refusera tous vivres et denrées aux « gens de la mer » .
- 1451

Février
Le 15 février, délibération du conseil de la communauté décidant qu'aucun Arlésien ne pourra désormais exercer les fonctions de lieutenant du viguier ou de juge, sous peine amende de 50 marcs d'argent.
Août
Le 16 août 1451 - Conseils : des pirates catalans ayant remonté le Rhône et fait quelques ravages en Camargue, un des leurs, nommé Rodrigo, avait été pris par les Arlésiens. Le conseil décide qu'il sera échangé contre Rostang lo Preboston, natif d'Arles, prisonnier des Catalans, et qu'il sera gardé prisonnier jusqu'à la réalisation de cet échange.
- 1452

Février
Le 27 février, défense à tous courtiers, chrétiens ou juifs, de négocier à Arles la vente de blés étrangers.
Juillet
Le 31 juillet 1452, grand émoi dans le Conseil. On a appris qu'une galiote catalane, aux ordres du terrible corsaire Embonet (En Bonet?) a reparu dans le Rhône, que les pirates ont fait, ces jours derniers, des excursions dans la Camargue, et qu'ils ont enlevé des gens (notamment Antoine Aycardy fils à feu Michel. Le Conseil délègue un de ses membres, Jacques Reynaud, pour aller exposer cette situation au sénéchal, et le supplier de vouloir bien prendre les mesures nécessaires pour obtenir la délivrance des captifs.
- 1453

Des Génois remontant le Rhône, commettent des actes de violence et de rapines en Camargue.
Juin
Le 2 juin, des pirates catalans ayant fait un incursion en Camargue, quelques jours auparavant, et ayant emmené des prisonniers, le conseil municipal délibère de soudoyer 50 arbalétriers étrangers pour la garde du territoire.
- 1454-1465 : remplacement de l'abside romane de Saint-Trophime par un chevet gothique.
- 1455

Mars 
Le 30 mars, un conseiller du roi de France, Charles VII se plaint auprès des syndics de la complicité des Arlésiens lors de la fuite de Jacques Cœur et les menace. La réunion se tient dans la grande salle de l'auberge du Cheval Blanc. On connait un certain nombre d'auberges à cette époque : l'Epée, la Fleur de Lys, l'Ange, Saint-Georges, les Trois rois, la Croix, le Mouton, le Faucon...
La Maison Commune est transférée du 25, rue du Grand-Couvent dans une maison du Plan de la Cour.
Septembre
Le 3 septembre - Le roi René épouse, en secondes noces, Jeanne de Laval. Le mariage est célébré dans la ville d'Arles, en l'église métropolitaine, par le cardinal de Foix. — Il y eut à cette occasion, durant huit jours, de grandes fêtes publiques, bals, festins, feux de joie, tournois, cavalcades, etc..
Le 14 septembre - « Le dimanche 14 septembre 1455 fut, pour la première fois, tenu conseil dans la maison commune nouvellement construite (contiguë à la cour royale), dans la salle haute».
- 1456 : un incendie détruit en partie l'hôpital Saint-Esprit-du-Bourg dans le quartier de la Roquette.
- 1457

Avril
Le 20 avril 1457 — Conseils : Sur la plainte des bayions de la Synagogue exposant que le R. P. Carme qui prêche la Croisade ne cesse d'accuser et d'invectiver les juifs dans ses prédications, et d'exciter le peuple contre eux, ce qui leur fait craindre un soulèvement populaire, le Conseil décide que les syndics iront en personne inviter le prédicateur à modérer son langage, et qu'on priera le Viguier de faire publier des défenses de molester les juifs.
Le 20 avril, les baylons de la communauté juive se plaignent d'un Carme qui prêche la croisade et qui attaque violemment les juifs.
- 1459

Novembre
Le 17 novembre 1459, les Génois résidant à Arles s'assemblent dans la maison du notaire Jacques Norriceri pour procéder à l'élection du consul génois. Les suffrages se portent sur Julien de Donine, marchand.
- 1460 : le cardinal-légat, archevêque d'Arles, Pierre de Foix accorde une bulle d'indulgences pour favoriser l'édification de l'église des prêcheurs.
- 1463

Février 
Le 16 février 1463, une trêve de dix ans ayant été conclue avec le roi d'Aragon, pour le plus grand avantage de la ville et de la Provence entière, le Conseil décide que « sera faite une procession générale en actions de grâce » et que le Viguier, en allant proclamer la trêve dans les divers quartiers de la ville, sera accompagné d'un nombreux cortège de gentilshommes, de bourgeois et de notables, ainsi que des ménétriers et des trompettes.
Avril
Le 11 avril 1463. — Conseils. Processions générales ordonnées à cause de la peste ; elles dureront toute une semaine ; les consuls y assisteront, une torche à la main, et tous les habitants devront y prendre part, pour implorer la miséricorde divine.
Le 21 avril 1463. — Conseils. Pour apaiser la colère du Très-Haut et faire cesser la peste, le Conseil interdit les jeux et prescrit la démolition de la Tricherie.
- 1464

Juillet 
Le 12 juillet 1464, étant venu aux oreilles du Conseil que 400 croisés se proposent de passer par Arles, et qu'ils se sont très mal conduits à Avignon, où ils ont suscité des désordres et fait évader un accusé, et attendu qu'on a de justes raisons de craindre qu'ils ne se portent encore à des excès, principalement contre les juifs, on décide de leur interdire l'entrée de la ville et de les repousser par la force, si besoin est. S'ils demandent des vivres, on leur en fournira, mais contre espèces. Le capitaine de la ville fera fermer les portes, sauf celles de la Cavalerie, du Port, du Marché-Neuf, de l'Aure et de Montpellier ; des corps de garde seront établis à celles de la Cavalerie, du Port et de la Trouille.
- 1467

Juin 
Le 8 juin 1467, un poteau portant un écusson aux armes de France ayant été placé par des mains inconnues sur l'île de la Gabare, à la brassière du Rhône, le conseil de la Communauté envoie un député au comte de Provence pour l'aviser de ce fait, qui pourrait avoir une haute portée politique. Cet événement se rattache probablement aux anciennes entreprises du Languedoc (alors domaine du roi de France) pour s'assurer la propriété du Rhône.
- 1468 : l'Observance franciscaine donne naissance à un nouveau couvent à Trinquetaille, dans un ancien établissement des Cordeliers[120].
- 1469

Août 
Le 20 août, le conseil décide l'abandon et la démolition du Balouard du Manusclat.
- 1470

Juin 
Par lettre patente du 16 juin, le roi René autorise la construction d'une tour de défense à l'embouchure du Rhône, dénommée par la suite Tour du Lion, Tour du Balouard, du Boulouard ou du Gras ; elle est terminée le 15 juin 1477 lors de la visite du duc de Calabre.
- 1471

Juin
Le 17 juin, on fortifie à la hâte le mas de Vaulet (Paulet ?), en Camargue, et on y transporte une pièce d'artillerie (une serpentine) en prévision d'une descente des Catalans. Les pirates catalans, plus entreprenants que les Barbaresques, étaient la terreur de nos ménagers. Des cavaliers (ordinairement des gardiens de juments) surveillaient constamment l'estuaire du Rhône et dénonçaient leur approche par de grands feux qui étaient le signal d'un sauve-qui-peut sur toute la ligne.
- 1472

Février
Le 3 février, délibération du conseil fixant au vendredi suivant la pose de la première pierre de la tour du Balouard.
- 1473

Juillet
Le 11 juillet 1473, envoi de renforts à la tour du Balouard, alors en construction, les ouvriers ayant failli être enlevés par une galère catalane.
- 1474

Juillet
En juillet, passage de l'allemand Hans Von Waltheym, lors de son pèlerinage en Provence. À Arles, il descend à l'auberge du Cheval blanc. Il nous laisse une description de la ville et de son territoire.
- 1475

Réduction du diocèse d'Arles par détachement du diocèse d'Avignon attribué en 1474 à Julien de la Rovere, le futur pape Jules II, avec comme suffrageants les évêchés comtadins de Carpentras, Cavaillon et Vaison-la-Romaine.
Les Arlésiens obtiennent du roi Roi René deux foires à la suite de leur demande de 1443 ; il s'agit de deux foires de 10 jours commençant le 15 mai et le 15 septembre. Cette concession est confirmée en 1481 par Palamède de Forbin.
Février 
Le 26 février, le duc de Calabre, Charles, neveu du roi René et son héritier présomptif, vient recevoir l'hommage de la ville d'Arles .
Avril
Le 6 avril, délibération du conseil pour l'élargissement du Plan de la Cour.
- 1477

Septembre
Le 18 septembre 1477, fêtes publiques en l'honneur du roi René, qui prend grand plaisir à voir faire mauresques.
- 1478 : les frères mineurs d'Arles obligent les Juifs de la ville à assister à leurs prédications.
- 1480

Avril 
Le 6 avril, le conseil municipal autorise les juifs à dresser des barrières plus sécurisées aux deux extrémités de la rue où ils résident, en prévision d'un Vendredi saint animé.
Juin
Le 26 juin 1480, pillage de la Juiverie par les moissonneurs étrangers.
Juillet
Le 9 juillet 1480, aumône de 5 florins baillée des deniers communaux à une troupe de bohémiens, conduite par Jacques de la petite Egypte.
- 1481

Mars
Le 25 mars, René de Castillon est élu syndic noble de la ville d’Arles.
Avril
Le 8 avril, les délibérations du conseil municipal, écrites jusqu'ici en latin, commencent à être rédigées en langue provençale.
- 1482-1484 : peste
- 1482 :

Janvier
En janvier, Palamède de Forbin, le nouveau lieutenant général de Provence nommé par Louis XI visite Arles lors de sa tournée des villes provençales ; le 29 janvier, une ordonnance du Gouverneur de Provence précise que les Syndics seront désormais appelés Consuls.
- 1483

Arles, Terre Adjacente de Provence, est réunie avec la Provence au royaume de France peu de temps après la mort du Roi René (1481).
À la fin du printemps, Jean de Baudricourt, gouverneur de Bourgogne, chargé par le roi Louis XI de reprendre la main en Provence, visite Arles et en destitue les fonctionnaires provençaux, remplacés par des Français.
Arles participe sous les ordres de Jean de Baudricourt, gouverneur de Provence, à la destruction partielle du château des Baux, soupçonné d'abriter des séditieux opposés à l'union avec la France.
- 1484

Juin 
Le 7 juin, sac de la juiverie d’Arles.
- 1487

Août 
En août, les armes du roi sont apposées conjointement à celles de la ville sur tous les lieux représentatifs du pouvoir pour effacer le souvenir du comte de Provence.
- 1489

Décembre
Le 1er décembre l'archevêque d'Arles Nicolas Cibo obtint du pape Innocent VIII, son oncle, la bulle de sécularisation pour son Chapitre, alléguant que les chanoines réguliers ne soutenaient pas assez l'autorité dudit Chapitre ni de leur état par la noblesse et par la science.
- 1490

Novembre
Le 1er novembre 1490, début d’un grand froid qui dura de la Toussaint 1490 jusqu’au 8 mars 1491.
- 1493

Émeute à propos de la possession des reliques de saint Antoine d'Égypte, convoitées par les moines de Montmajour et l'abbaye de Saint-Antoine en Viennois. Le parlement ayant donné gain de cause aux Viennois, les Arlésiens tuent plusieurs commissaires venus faire appliquer la sentence.
Septembre 
Le 23 septembre, un édit de Charles VIII proclame l'expulsion des juifs d'Arles.
Décembre
Le ler décembre 1493, sécularisation du Chapitre métropolitain (Papon, H. de Provence, I, 317).
Le 25 décembre, froid extrême qui fait périr la plupart des arbres à fruits et une partie des troupeaux ; le 26 décembre 1493, 1652, 1660, froid d'une extrême rigueur.
- 1494 : René de Castillon est encore élu premier Consul en 1494.
- 1495

Septembre
En septembre, passage du médecin allemand Jérôme Münzer à Arles. Il nous laisse une description de la ville et de son territoire.
- 1496 : Le village des Saintes-Maries-de-la-Mer demande de l'aide à Arles pour se protéger des navires turcs ; la ville lui prête alors de l'artillerie[126].
- 1497

Avril
Le 10 avril, déplacement des ribaudes (i.e. du bordel) de la porte du Marché-Neuf à la rue Simain ; les révérends pères carmes, dont le cloître est à proximité avait demandé depuis huit ans leur déplacement.
- 1499 : les Arlésiens prêtent serment de fidélité au roi Louis XII et demandent confirmation de leurs privilèges[73].
- 1497-1500 : agrandissement de la place dite aujourd'hui de la République.
- 1500

Août
Le 9 août, délibération du conseil transférant devant l'église Saint-Trophime le marché qui, jusque-là, se tenait sur la petite place du Marché-Neuf.
Octobre
Le 4 octobre 1500, le conseil de la communauté nomme une commission pour traiter avec Pierre d'Arlatan, sieur de Beaumont, du rachat du privilège appartenant à celui-ci sur le vermillon recueilli dans la Crau.

### Sources et bibliographie
- Paulet, Primatiale, ou Monographie historique et descriptive de la basilique Saint-Trophime d'Arles, avec la collaboration pour les documents de Émile Fassin, Bergerac, Impr. de J. Castanet, 1910, 158 p., In-8° (lire en ligne)
- Michel Hébert - Tarascon au XIVe siècle : histoire d'une communauté urbaine provençale - Éditions Édisud, Aix-en-Provence, 1979 -  (ISBN 2857440332)
- Bernard Montagnes, Congrès archéologique de France : 134e session - 1976, Pays d'Arles, Paris, Société française d'archéologie, 1979, « Les prêcheurs d'Arles »
- Édouard Baratier (dir.), Histoire de la Provence, Toulouse, Privat, 1980 (1re éd. 1969) (ISBN 2-7089-1649-1)
- Danièle Iancu – Les juifs en Provence 1475-1501, de l'insertion à l'expulsion – Institut historique de Provence, 1981 –  (ISBN 2902904061)
- Louis Stouff - Arles au Moyen Âge - La Thune, Marseille - 2000 -  (ISBN 291384703X)
- Louis Stouff - L'église et la vie religieuse à Arles et en Provence au Moyen Âge - Publications de l'Université de Provence - 2001 -  (ISBN 2853994813)
- Martin Aurell, Jean-Paul Boyer et Noël Coulet - La Provence au Moyen Âge - Publications de l'Université de Provence - 2005 -  (ISBN 9782853996174)
- Jean-Maurice Rouquette (sous la direction de) - ARLES, histoire, territoires et cultures - Éditions Imprimerie Nationale - 2008 -  (ISBN 9782742751761)